# Course de six jours
Pour les articles homonymes, voir Six jours.

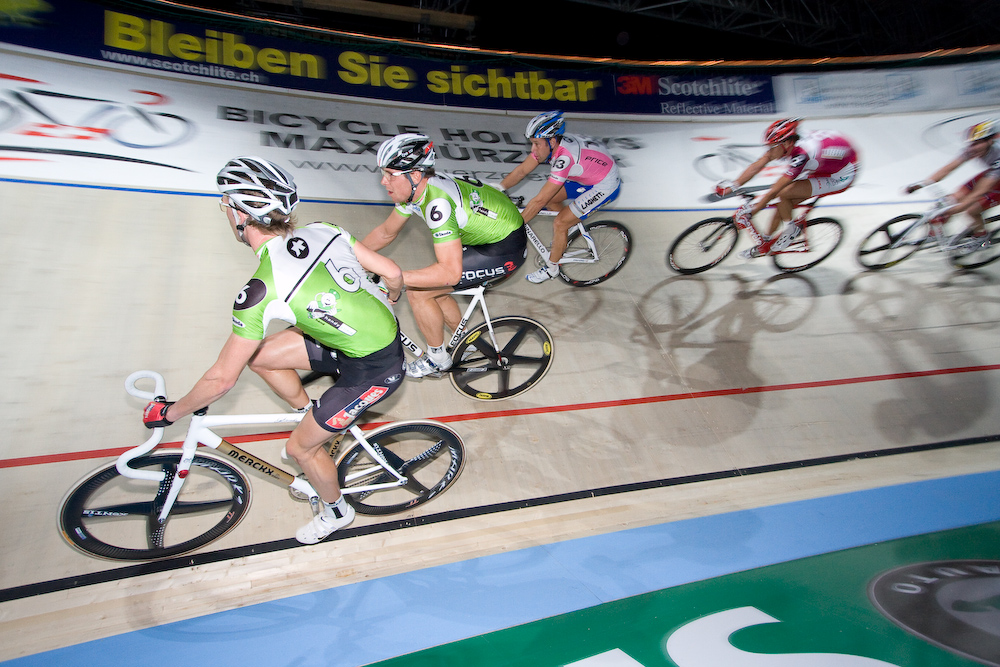
La paire Iljo Keisse-Robert Bartko lors d'une course à l'américaine.

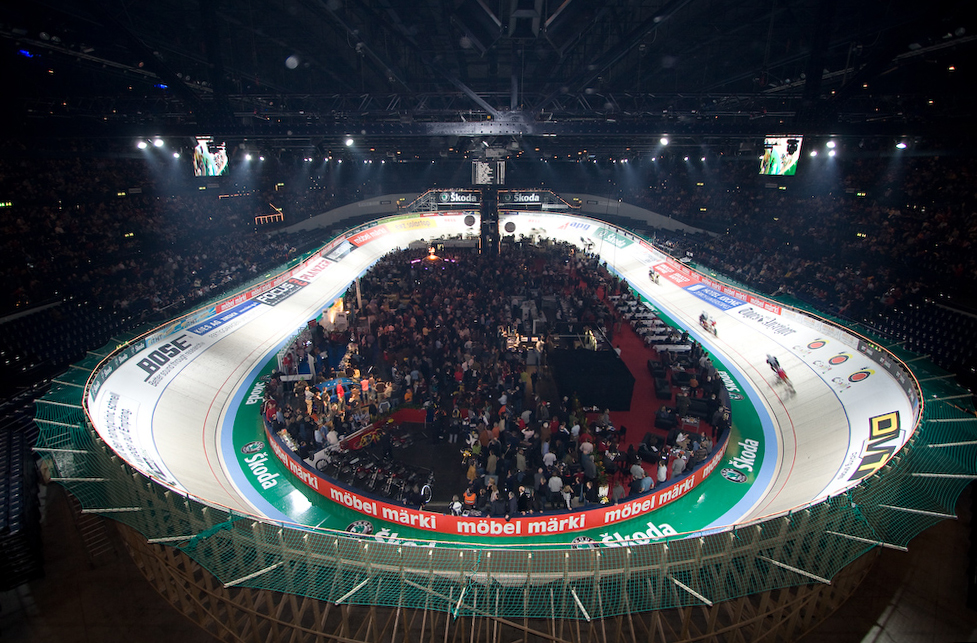
Six Jours de Zurich (2007).

Les courses de six jours (en abrégé, les Six Jours, pour une ville organisatrice donnée) sont des compétitions de cyclisme sur piste, composées d'un programme mêlant des épreuves cyclistes et des divertissements. Diverses compétitions mettent aux prises des équipes de deux coureurs (ou trois exceptionnellement) pendant six jours, notamment la course à l'américaine (« Madison » pour les Anglo-Saxons), qui reste la compétition principale des Six Jours. L'objectif de la compétition est de parcourir la plus grande distance lors des différentes manches de l'américaine, mais des épreuves annexes comme l'élimination ou la course aux points sont effectuées pour attribuer des points aux équipes.
En 1875, la première course de six jours se déroule dans la ville anglaise de Birmingham. Quatre ans plus tard, la première épreuve a lieu aux États-Unis. Ces courses mettent alors en compétition des coureurs individuels qui courent 24 heures sur 24 pendant 6 jours. Il s'agit d'une épreuve d'endurance et de résistance. En 1899, à New York, la formule évolue ensuite pour mettre en compétition des équipes de deux coureurs dans une formule de relais, un coureur étant en compétition tandis que le partenaire est au repos. En 1909, la première course de six jours en Europe continentale a lieu à Berlin. Au plus fort des années de la Grande Dépression, la course de six jours est l'une des formes les plus populaires de divertissement aux États-Unis car les billets ne coûtent pas cher et les spectateurs peuvent rester toute la journée (ou la nuit) s'ils le souhaitent. Les cyclistes cherchent à captiver l'auditoire, prendre de la vitesse et essayer de gagner des tours quand la foule est la plus nombreuse.
Dans les pays anglo-saxons, dont la course de six jours est originaire, ce type d'épreuve est progressivement arrêté. Il faut attendre 2015, pour retrouver la première course de six jours après plus de 50 ans à Londres. Pour la saison sur piste 2017-2018, huit courses de six jours sont encore organisées, dont deux en Allemagne (Brême et Berlin) et en Italie (Fiorenzuola d'Arda et Turin). Depuis 2014 et l'arrêt des Six Jours de Grenoble, aucune épreuve n'est organisée en France. Après une pause de 9 ans, les six jours cyclistes sont rétablis à Grenoble en 2023.
Un total d'environ 1 500 courses ont eu lieu depuis 1899 dans le monde entier.
Par le biais de la course de six jours, la course à l'américaine s'est développée, ce qui a conduit l'Union cycliste internationale (UCI) à l'intégrer au programme des mondiaux sur piste dans une épreuve à part entière en 1995 et lors des Jeux olympiques d'été de 2000, 2004 et 2008 et de nouveau à partir de 2020 avec une épreuve masculine et pour la première fois une épreuve féminine.

## Histoire

### Les débuts

#### Les Six Jours individuels

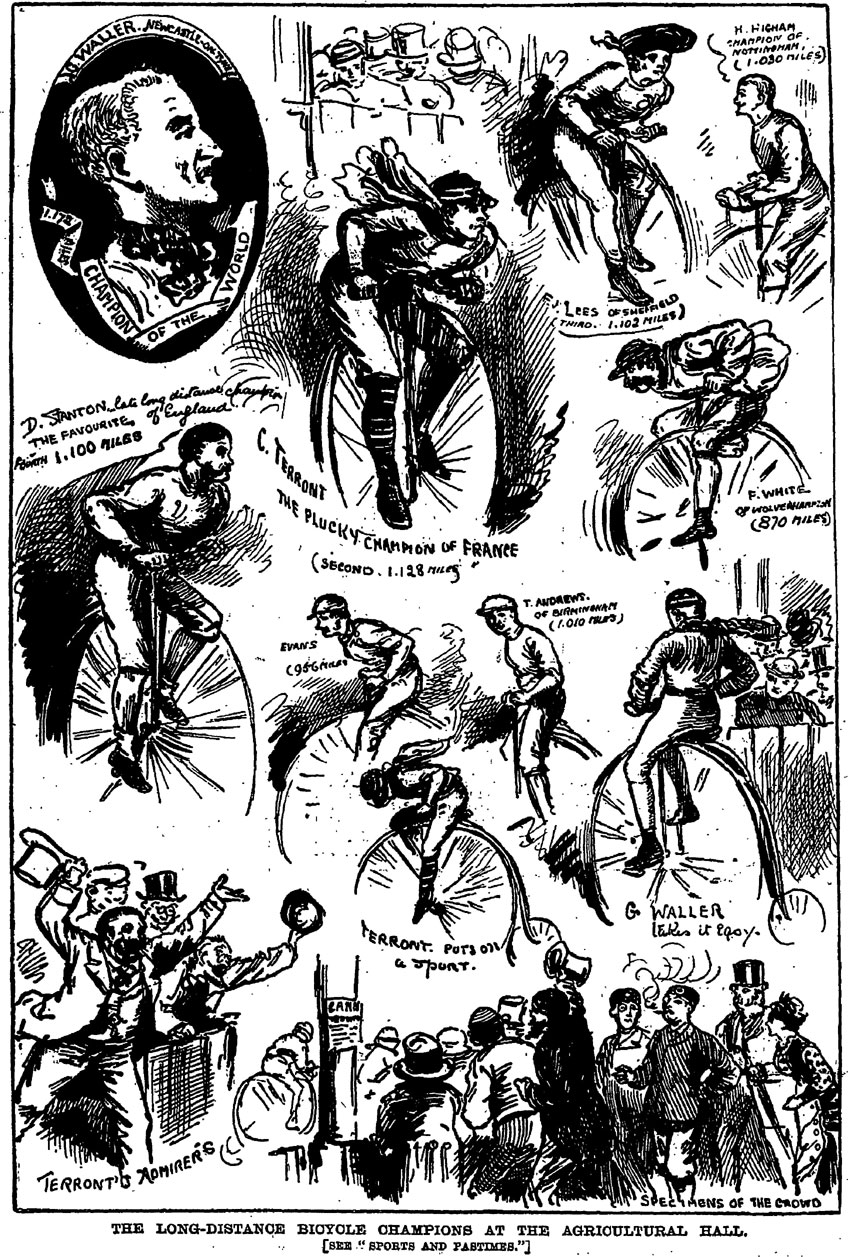
Résultat de la course de 1879 à Londres dans le Penny Illustrated.

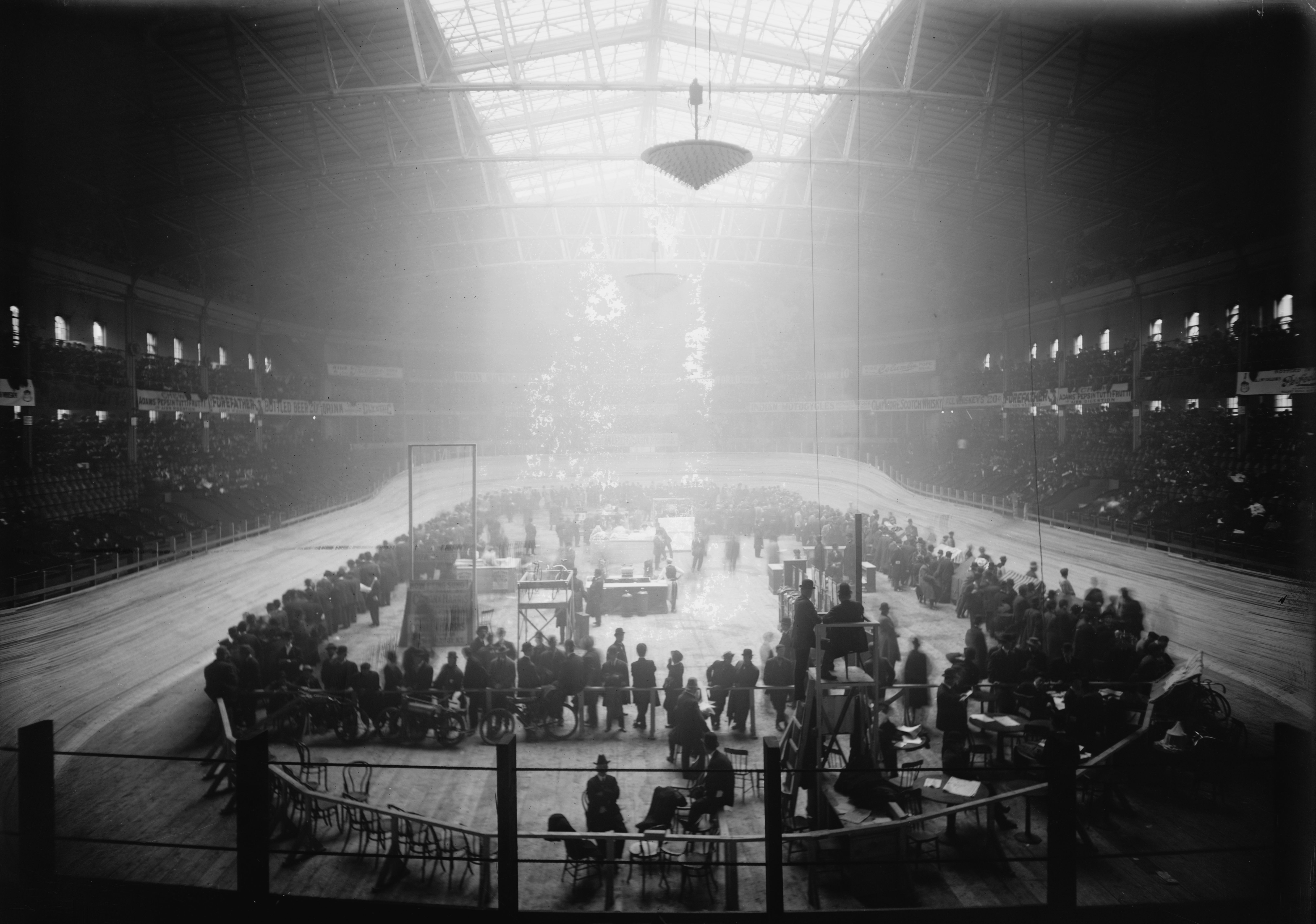
Le Madison Square Garden (1908).

L'histoire des débuts des Six Jours est peu documentée et les sources donnent des informations en parties incomplètes et contradictoires. La première course date de 1875 et a lieu à Birmingham. La course est conçue à l'origine comme un test de produit pour les Grands-bi. Dans un premier temps, seuls des coureurs individuels sont au départ, en majorité des coureurs professionnels, qui roulent du lundi au samedi douze heures par jour sur un vélodrome. En raison du repos dominical, la course est limitée à six jours. Celui qui a parcouru le plus de miles à ce moment-là, est déclaré vainqueur. Les récompenses monétaires pour les victoires étaient généralement extrêmement lucratives. Selon le site Mémoire du Cyclisme, le vainqueur de cette première course est le Français Charles Terront. Cependant, cette information est controversée, puisque, d'après plusieurs autres sources, Terront est réputé pour avoir commencé sa carrière de cycliste un an plus tard.
En 1878, un coureur professionnel du nom de David Stanton fait le pari qu'il peut parcourir 1 000 miles en roulant 18 heures par jour pendant six jours consécutifs. Ainsi, au Royal Agricultural Hall (en) à Islington dans Londres, A M. Davis met en place l'épreuve avec un gain potentiel de 100 £ financés par le journal Sporting Life. Stanton commence à 6 h du matin le 25 février et gagne le pari après 73 heures, sur un grand-bi à une vitesse moyenne de 21,7 km/h.
L'intérêt pour les courses cyclistes d'endurance sur six jours impliquant plus d'un coureur augmente de plus en plus au XIXe siècle. Un promoteur à l'Agricultural Hall organise une course de marche sur six jours en avril 1877. Le succès de la première édition en attire une autre l'année suivante. Elle inspire également un autre organisateur, qui décide de mettre en place une course de six jours dans la même salle, mais pour les cyclistes, toujours en 1878. Il espère attirer une foule de 20 000 spectateurs par jour, comme cela avait été le cas pour les marcheurs.
L'Islington Gazette écrit :

« Un concours de vélo a commencé à l'Agricultural Hall, lundi dernier, pour lequel 150 £ sont offertes en prix pour une compétition de six jours. L'argent est alloué ainsi : 100 £ pour le premier, 25 £ pour le deuxième, 15 £ pour le troisième, et 10 £ pour le quatrième. »

La course est lancée à 6 h du matin avec seulement quatre des douze participants sur la piste. Bien que l'on pense souvent que les premiers Six Jours sont courus non-stop, sans dormir et sans pause pendant six jours, dans les faits les coureurs rejoignent la piste quand ils le souhaitent et dorment quand ils le veulent. Le gagnant est Bill Cann, de Sheffield, qui prend la tête dès le début et termine avec un total de 1 060 miles,.
Jusqu'au début des années 1890, les courses sont disputées sur grand-bi. En 1879, l'idée de la course de six jours est exportée aux États-Unis, où elle se déroule comme une épreuve individuelle, variant de 12 ou 18 heures par jour. Chaque participant court pour lui-même et décide quand il roule ou se repose. À la fin du sixième jour, le vainqueur est celui qui a réalisé le plus grand nombre de kilomètres. Souvent, les vainqueurs sont connus après quelques jours, le leader possédant 100 kilomètres ou plus d'avance sur le deuxième. En 1881, la première course individuelle de six jours a lieu en Australie, à Melbourne.
Depuis 1891, plus de 90 courses de six jours individuels sont mentionnées, avec entre autres des épreuves à New York, Londres, Chicago, Édimbourg et Melbourne. Certaines de ces courses sont appelées par les organisateurs des « courses cyclistes de longue distance », de sorte que leur vrai caractère ne soit pas toujours clair.
En 1890, le second Madison Square Garden, nouvellement construit, ouvre ses portes à New York. Il est financé en partie par William Henry Vanderbilt et William Waldorf Astor. Il accueille dès cette année une édition des Six Jours de New York. Le lieu de la course de six jours qui avait eu lieu quatre ans plus tôt à New York n'est pas connu. Le vainqueur de la première course dans le "Garden" est l'Américain Bill "Plugger" Martin, qui a parcouru 2 360 kilomètres en 142 heures.
En 1893, les participants des Six Jours de New York ont la possibilité de courir comme avant sur un grand-bi ou avec la bicyclette de sécurité, récemment arrivée sur le marché. À la mi-course, les coureurs sur grand-bi sont tous passés sur une bicyclette de sécurité, car ils ont réalisé qu'ils sont beaucoup plus rapides en utilisant une posture voûtée sur le guidon du vélo. C'est la dernière fois que les grands-bi sont utilisés sur une course de six jours. Dans les années suivantes, cela a également des conséquences lors de la construction des pistes, où l'inclinaison dans les virages peut être augmentée plus fortement.
Avec le temps, un système fiable pour compter les tours et indiquer le nombre de kilomètres est développé. Un électricien invente un dispositif dans lequel un anneau est placé sur une tige en acier, laquelle allume dix ampoules. Si les dix ampoules brûlent, cela signifie que le coureur a parcouru un mile (le vélodrome fait la longueur d'un dixième d'un mille). Chaque coureur a son propre "compteur" sur un grand panneau ; lorsque le compteur voit que les dix ampoules sont allumées, il porte sur ce panneau le nouveau kilométrage.
La fascination des foules en Amérique, pour les courses de vélo de six jours traverse l'Atlantique. Plus les spectateurs payent pour l'entrée, plus les prix sont importants et plus grande est l'incitation des coureurs à rester éveillé ou à s'empêcher de dormir, pour courir la plus grande distance. La grande exigence physique demandée aux coureurs amène le coureur à se surpasser. En 1894, Albert Schock termine la course dans un tel état que l'année suivante, aucun organisateur n'ose organiser une course de six jours. En 1896, l'américain Teddy Hale (de) remporte les Six Jours individuels au Madison Square Garden en parcourant 1 910 miles et huit tours devant 30 concurrents. Sur le rapport à la fin de la course, il est écrit : « Il ressemblait à un fantôme. Son visage était comme le visage blanc d'un cadavre et il fixait droit devant lui, ses yeux terriblement fixes [...] Son esprit n'était plus sur la piste, il avait perdu tous signes de vie et de sang-froid. ». Plus tard, il a commenté : « J'ai gagné, mais j'ai consacré 10 ans de ma vie pour quelques milliers de dollars ». Le New York Journal considère cette forme de course cycliste comme « non rationnelle » et le New York Herald écrit qu'il s'agit d'une épreuve « inhumaine au nom du sport ».
Une année, le président du département de santé de New York, Michael C. Murphy essaye d'empêcher la course. Il considère que c'est « un événement bestial qu'aucun homme blanc ne devait voir » et dans lequel les athlètes sont soumis à des efforts inhumains. Mais, le médecin qui a examiné le coureur Charles Miller (de) (né Karl Müller en Allemagne) après sa victoire l'année précédente, assure que ce dernier a terminé en bon état physique. Cependant, lors de la course, son avance sur les autres coureurs est si grande qu'il en a profité pour dormir plusieurs heures. Finalement, la course en 1898 a lieu comme prévu, et Miller s'impose à nouveau.
| Année | Lieu        | Vainqueur         | Miles |
| ----- | ----------- | ----------------- | ----- |
| 1875  | Birmingham  | Charles Terront ? |       |
| 1878  | Londres     | William Cann      | 1060  |
| 1879  | Londres     | George Waller     | 1172  |
| 1879  | Chicago     | William Cann      |       |
| 1879  | Chicago     | Charles Terront   |       |
| 1879  | Boston      | Charles Terront   |       |
| 1879  | Hull        | George Waller     | 950   |
| 1880  | Londres     | Charles Terront   | 1272  |
| 1880  | Hull        | Charles Terront   | 860   |
| 1880  | Édimbourg   | Charles Terront   |       |
| 1880  | Newcastle   | William Cann      |       |
| 1881  | Melbourne   | Jack Rolfe        |       |
| 1881  | Adélaïde    | Jack Rolfe        |       |
| 1882  | Sydney      | Jack Rolfe        |       |
| 1882  | Melbourne   | W. J. Press       |       |
| 1883  | Newcastle   | Battensby         |       |
| 1883  | Aberdeen    | George Waller     |       |
| 1883  | Sydney      | Jack Rolfe        |       |
| 1884  | Londres     | J. Birt           |       |
| 1885  | Memphis     | Morgan            |       |
| 1885  | Chicago     | Albert Schock     |       |
| 1886  | Minneapolis | Albert Schock     | 1009  |
| 1886  | Minneapolis | Jack Prince       |       |

| Année | Lieu          | Vainqueur           | Miles  |
| ----- | ------------- | ------------------- | ------ |
| 1886  | Saint Paul    | Albert Schock       | 923    |
| 1886  | Minneapolis   | W. J. Morgan        |        |
| 1887  | Newcastle     | Battensby           |        |
| 1887  | Minneapolis   | Albert Schock       | 1409   |
| 1887  | Édimbourg     | John Dunlop Lumsden |        |
| 1887  | New York      | Albert Schock       |        |
| 1888  | Newcastle     | Battensby           |        |
| 1888  | Philadelphie  | I. Dingley          | 900    |
| 1890  | Minneapolis   | Bill Martin         |        |
| 1890  | Wolverhampton | H. Higham           |        |
| 1890  | Newcastle     | English             |        |
| 1890  | Melbourne     | Sam Clark           |        |
| 1890  | Londres       | Charles Terront     |        |
| 1891  | New York      | Bill Martin         | 1466,7 |
| 1891  | Minneapolis   | Bill Martin         |        |
| 1891  | Édimbourg     | John Dunlop Lumsden |        |
| 1891  | Boston        | Charles Ashinger    | 752    |
| 1892  | Édimbourg     | W. Parkes           |        |
| 1892  | New York      | Charles Ashinger    | 1022   |
| 1892  | Minneapolis   | Bill Martin         |        |
| 1892  | Chicago       | Charles Ashinger    | 727    |
| 1893  | Glasgow       | John Dunlop Lumsden |        |
| 1893  | New York      | Albert Schock       |        |

| Année | Lieu          | Vainqueur        | Miles |
| ----- | ------------- | ---------------- | ----- |
| 1893  | Minneapolis   | Albert Schock    |       |
| 1894  | Washington    | Frank Waller     |       |
| 1894  | Pittsburgh    | Frank Waller     |       |
| 1894  | Philadelphie  | Charles Ashinger |       |
| 1895  | New York      | Albert Schock    |       |
| 1896  | New York      | Teddy Hale       | 1910  |
| 1896  | Washington    | Frank Waller     | 871   |
| 1896  | Boston        | Robert Walthour  |       |
| 1897  | New York      | Charles Miller   | 2093  |
| 1897  | Pittsburgh    | Harry Elkes      |       |
| 1897  | Chicago       | Fred Schineer    |       |
| 1897  | Nashville     | Robert Walthour  |       |
| 1897  | Detroit       | George Dench     |       |
| 1897  | Cleveland     | H. Wood          |       |
| 1897  | Boston        | Tom Barnaby      |       |
| 1897  | Pittsburgh    | Frank Waller     |       |
| 1897  | Washington    | Albert Schock    |       |
| 1898  | New York      | Charles Miller   | 1962  |
| 1898  | Houston       | Charles Miller   |       |
| 1898  | Dayton        | Woody Headspeth  |       |
| 1899  | San Francisco | Charles Miller   |       |
| 1899  | Memphis       | Robert Walthour  |       |

#### Six Jours féminins

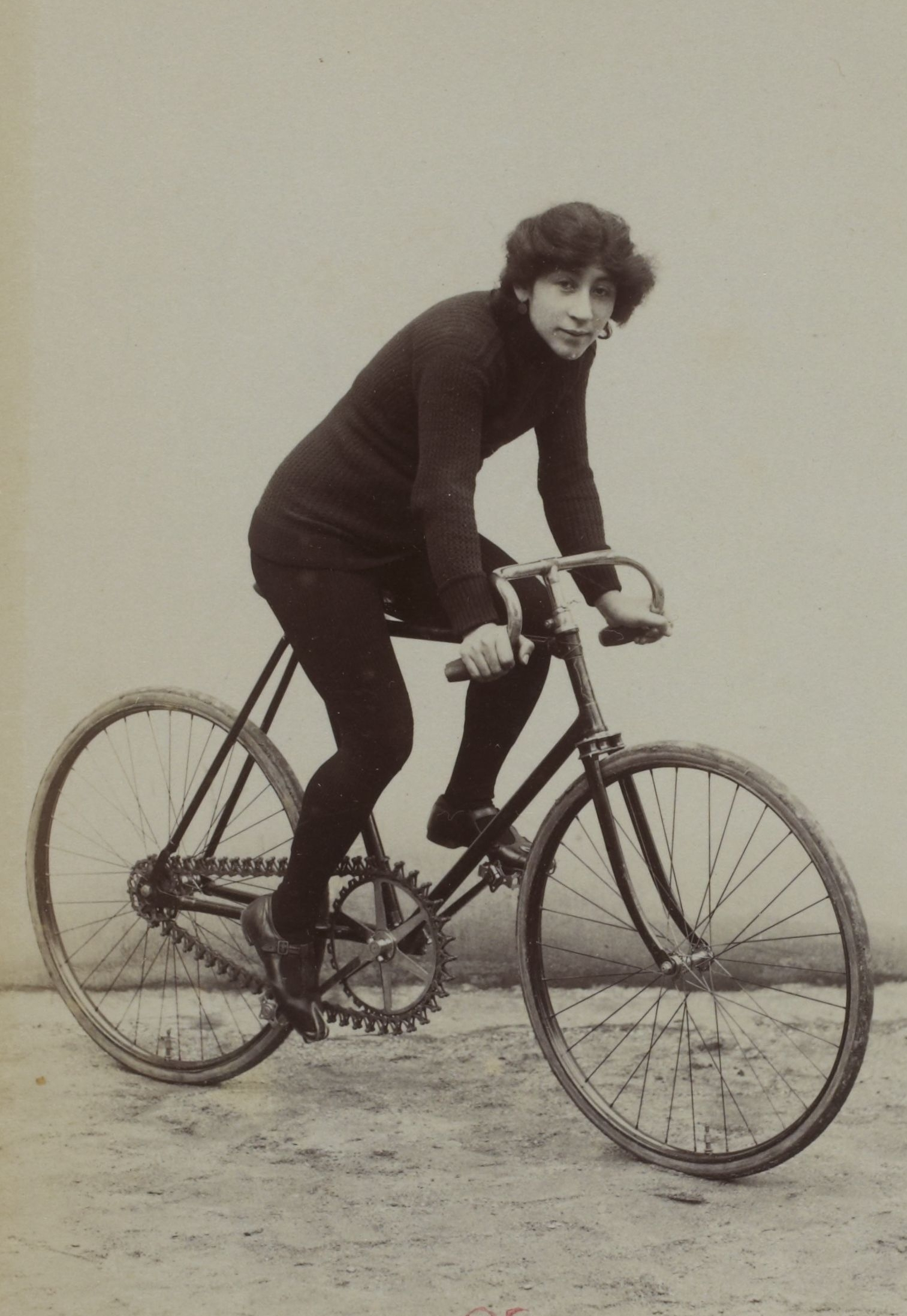
Mademoiselle Aboukaïa, spécialiste française des Six Jours.

Dans les années 1880 et 1890, des courses de six jours sont organisées pour les femmes, mais sont très peu documentées. En outre, on ne sait pas quel genre de courses sont considérées comme telles. Seules des informations sur des épreuves aux États-Unis et en Grande-Bretagne ont été conservées, même si dans d'autres pays, il semble y avoir eu de tels événements. Il est garanti que, aux États-Unis, depuis la fin des années 1880, des Six Jours féminins se sont déroulés. La course la plus ancienne connue a lieu du 11 au 16 février 1889 au Madison Square Garden, avec onze coureuses au départ. Parmi les engagées figure Elsa von Blumen (en), qui est annoncée comme la « championne actuelle » dans le rapport préliminaire, ce qui signifie qu'il ne s'agit pas de la première épreuve de ce genre.
L'année 1895 marque les premiers Six Jours avec la participation de femmes en Grande-Bretagne. La vainqueur est la jeune Monica Harwood, âgée de 16 ans,. Les françaises Amélie Le Gall (Mademoiselle Lisette), Marcelle Cannac, et Gabrielle Eteogella terminent respectivement deuxième, troisième et cinquième. L'année suivante est organisée une course de douze jours et un an plus tard deux courses de douze jours consécutives. La gagnante de la course de douze jours de 1896 est la belge Hélène Dutrieu, officieusement championne du monde de vitesse et détentrice du record du monde de l'heure. Elle devient célèbre par la suite en étant une des pionnières de l'aviation. Une des cyclistes qui a le plus grand succès aux États-Unis est Frankie Nelson, surnommée la « Queen of the Sixes »,. Certaines des participantes ne courent pas sous leur vrai nom, mais utilisent des pseudonymes, comme « Mlle Grace » ou Aboukaïa.
En général, les participantes doivent rouler seulement deux à quatre heures par jour, et les kilomètres de chaque concurrent sont additionnés. La gagnante est la cycliste qui parcourt la plus longue distance dans le temps imparti. Les coureuses lors des compétitions britanniques sont surtout des femmes britanniques et des françaises, et les courses tournent le plus souvent à un duel Angleterre contre France.
Dans les années suivantes, les rares courses de six jours féminins organisées ont lieu principalement en Grande-Bretagne et quelques-uns aux États-Unis. Elles semblent disparaître pratiquement sur la période postérieure à 1902, où l'on ne retrouve aucune information sur la tenue d'un tel événement. En 1903, le lieu phare des Six Jours féminins, le Royal Aquarium, proche de l'Abbaye de Westminster, est démoli.
Habituellement, les courses de six jours pour les femmes ont lieu sur un vélodrome couvert. Bien que la compétition se déroule sur plusieurs jours, les concurrentes restent en piste seulement quelques heures. Par conséquent, le terme « six jours » n'est pas applicable au sens strict, même si celles-ci sont surnommées les « Sixes ».

### Les Six Jours par équipes de deux

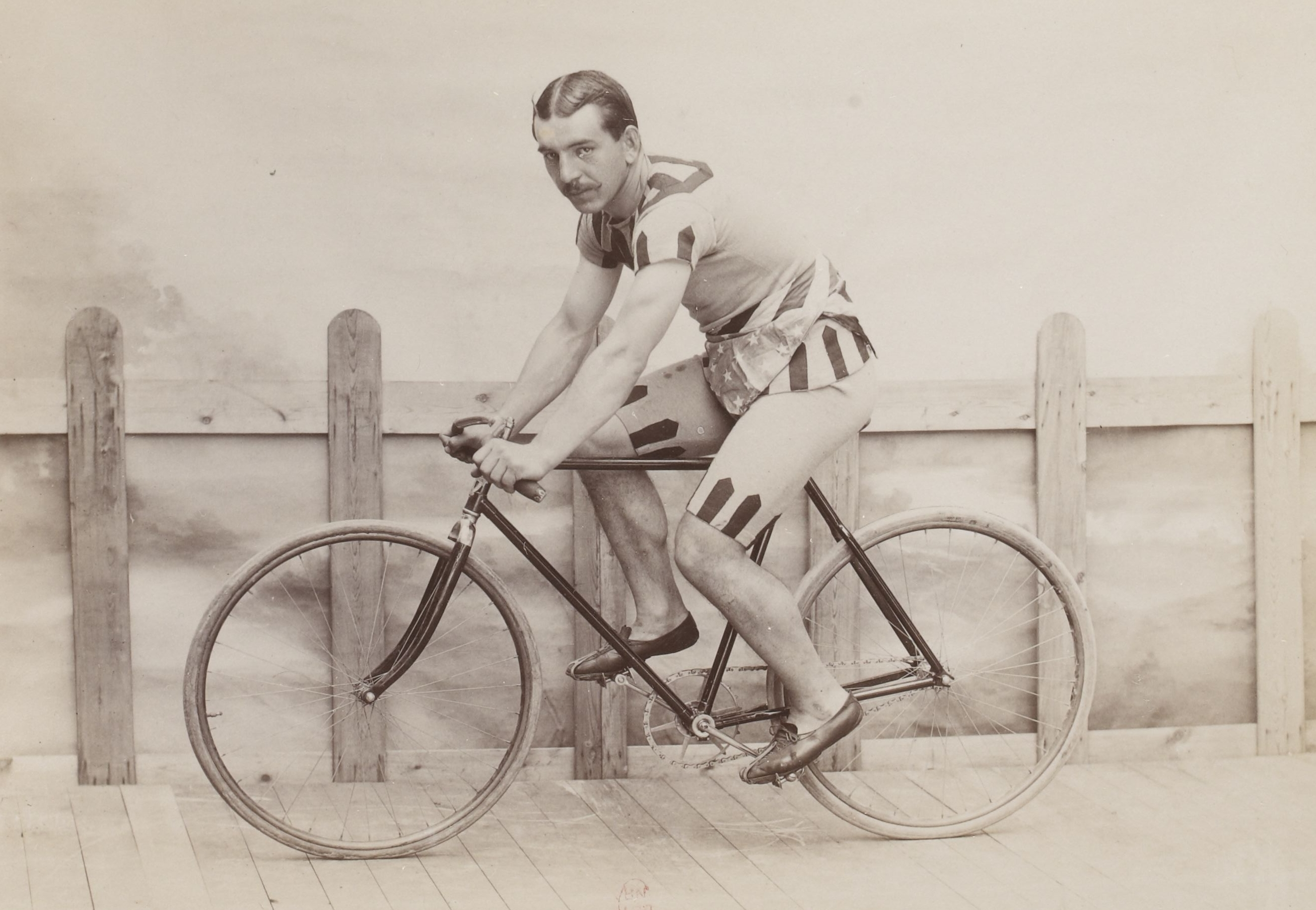
Charles Miller, star des premiers Six Jours.

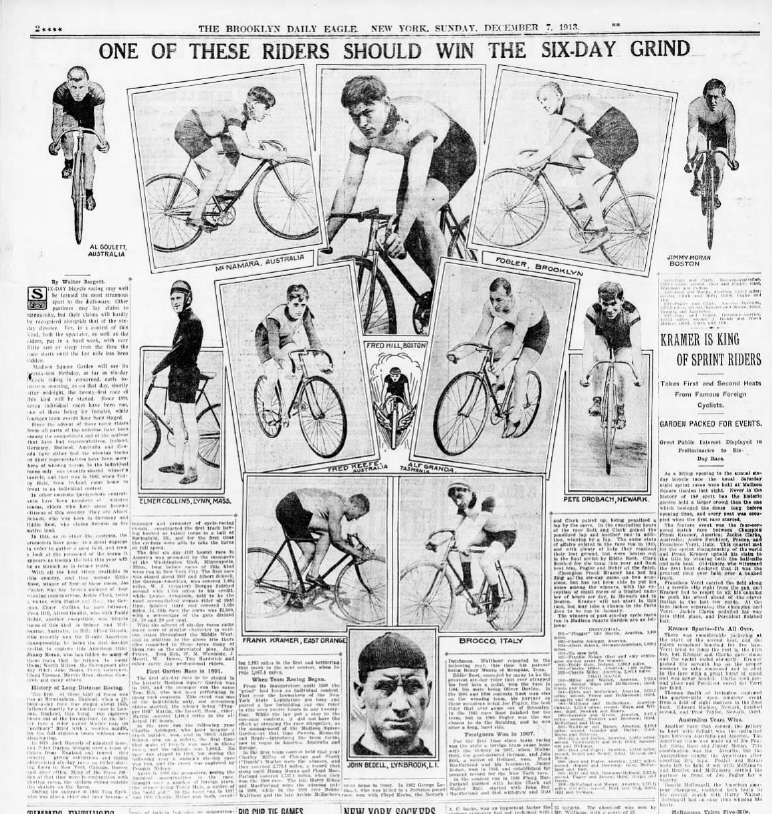
Annonce pour les Six Jours de New York 1913 dans le Brooklyn Daily Eagle.

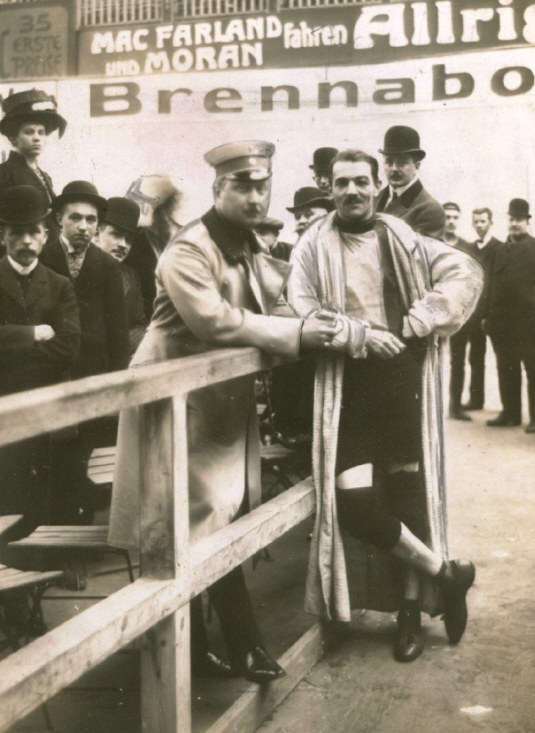
L'Allemand Thaddäus Robl avec le prince héritier Wilhelm, lors des Six Jours de Berlin 1909.

les Six Jours individuels masculins sont au fil des ans de plus en plus attrayant pour les spectateurs. En 1898, les organisateurs des Six Jours de New York créés une publicité qu'ils propagent à la presse où le message raconte que les conducteurs deviennent fous à cause de l'effort inhumain. Le public souhaite se faire une idée, de sorte que le Madison Square Garden est très fréquenté durant l'épreuve. Cependant, à long terme, les compétitions individuelles n'inspirent plus le public. L'année suivante, les organisateurs prennent au sérieux les objections contre les courses de six jours individuelles, tandis que les autorités ordonnent que le coureur soit limité à douze heures par jour. L'impresario William A. Brady, a alors l'idée de regrouper les coureurs par équipes de deux, à la condition qu'il y ait toujours l'un des deux coureurs présents sur le vélodrome. C'est idée va révolutionner les courses de six jours.
La première course de six jours avec des équipes de deux est remportée par Charles Miller, en collaboration avec Frank Waller, originaire de Munich. Waller est un coureur très expérimenté des Six Jours, il est âgé de 16 ans de plus que Miller, également né en Allemagne,. Dans les journaux la course est annoncée comme les « six-day grind ».
Depuis que la première course par équipes de deux a eu lieu au Madison Square Garden, la discipline prend le nom de « Madison » ou course à l'américaine (avec comme résultat que le quatrième président des États-Unis et éponyme du Madison Square, James Madison, qui n'a rien à voir avec le cyclisme, donne indirectement son nom à une discipline du cyclisme sur piste).
En Europe, la première course de six jours disputée par paires et reconnue comme telle, a lieu le 15 mars 1909 à la salle d'exposition du Zoo de Berlin. Pourtant, une course de Six Jours à Toulouse a lieu en 1906, mais en raison de son lieu, elle reste ignorée de l'histoire du cyclisme. À Berlin, 16 équipes participent pendant 144 heures sur une piste de 150 mètres en bois 5000 Goldmark pour le duo vainqueur, à savoir les Américains Floyd MacFarland et Jimmy Moran. Dans un livre contemporain de sport en Allemagne, il est écrit :

« Une course de six jours ? Qu'est-ce que c'est ? Est-ce un sport, est-ce un jeu, est-ce un miracle ou est-ce une folie, une nécessité, un mal ou un mal nécessaire ? Peut-être un peu de chaque dans sa forme la plus basique, mais en tout cas un reflet de la lutte que nous menons consciemment et inconsciemment dans notre vie quotidienne. Tout ce que nous vivons dans notre existence - le bien et le mal, les hauts et les bas, les espoirs et les déceptions, l'accomplissement et la rédemption - se déroule dans le contexte d'une course qui, s'étendant sur une semaine, exige le maximum de ceux qui veulent rester victorieux dans cette bataille contre les autres, contre la fatigue, contre le serpent de l'échec et du désespoir. »

Quatre ans après, MacFarland, le vainqueur à Berlin, organise avec succès les premiers Six Jours de Paris. Vingt mille spectateurs se rendent au Vel 'd'Hiv', dont plusieurs célébrités, comme Henri de Rothschild ou la danseuse Mistinguett. Un prix de 600 francs est attribué. Parmi les coureurs présents figurent les très populaires Émile Friol, Émile Georget, l'Allemand Walter Rutt, le Danois Thorvald Ellegaard et le vainqueur français du Tour de France 1905 Louis Trousselier.
Les Six Jours se développent à Berlin et à Paris comme un événement social, en particulier depuis la première édition dans la capitale allemande qui reçoit la visite du prince héritier Wilhelm. Les nouveaux riches se déplacent dans les loges du palais des sports en bonne compagnie, les hommes sont vêtus d'une queue-de-pie, les femmes habillées en robe de soirée et les couples boivent ensemble du champagne. Les Six Jours sont un événement social important pour cette classe de la population. Plus bas, sur les sièges bon marché, se trouvent les travailleurs dans qui se désaltèrent à la bière.
Pourtant, en 1907, le journaliste et commissaire cycliste Fredy Budzinski écrit au sujet du manque de valeur sportive des Six Jours :

« Une course de six jours, aussi admirable soit l'énergie dépensée par le coureur, ne peut pas être considérée comme un spectacle sportif et nous ne pouvons pas être en colère de voir la police refuser la tenue d'une telle course. [...] Sans pouvoirs surnaturels, aucun coureur ne peut tenir pendant six jours. Tous les coureurs ont accès sans exception au dopping [sic]. Tout ce qu'ils mangent, contient du poison. Le corps est excité par ces stimulants à plusieurs reprises, et bien sûr la réaction est inévitable. Les chutes qui se produisent le quatrième ou le cinquième jour, sont particulièrement mauvaises, car aux conséquences de la blessure, s'ajoute les séquelles du dopping [sic] et l'épuisement du coureur. »

Cependant, quelques années plus tard, Budzinski change d'avis et devient un grand partisan de l'événement. En 1914, il propose un système à points pour départager les équipes : des points sont attribués lors de sprints pour déterminer le classement des équipes à la fin de certaines longues courses. Ce système rend la course plus intéressante et se révèle crucial pour le développement ultérieur de la course par équipes de deux vers une discipline officielle du cyclisme sur piste. Aux États-Unis, ce système de notation est introduit par MacFarland.
Déjà dans la première course en 1875, les coureurs utilisent tous les moyens pour rester éveillé, tels que de l'eau de vie, des potions, de la caféine, de l'héroïne, de la nitroglycérine et d'autres substances secrètes. Lors d'une course de six jours en 1893, un médecin raconte :

« L'endurance du coureur est admirable. Le cycliste qui a terminé troisième, était le soir du quatrième jour tellement épuisé qu'il a demandé la permission de se retirer de la compétition. Toutefois, cela a été refusé, et toutes les deux heures je lui ai donné la moitié d'un grain de caféine, l'effet magique lui a permis de tenir. »

En 1909, le coureur allemand Walter Rütt répond évasivement à la question sur le dopage : « Cependant, je ne peux pas jurer, que mon manager n'a pas ajouté, quoi que ce soit dans la nourriture, qui me rend plus résistant ». Qu'il s'agit de dopage, c'est un secret de polichinelle. Ainsi, l'écrivain Fredy Budzinski raconte au sujet du coureur américain Robert Walthour : « Lui, ainsi que son partenaire Collins (de) avait recours au doping dans de très grande quantité. Les managers américains avaient d'ailleurs trouvé un nouveau moyen de conserver les forces du coureur. Il s'agissait de l'oxygène et elle rendait de bons services à tous les participants. ».

### L'entre-deux-guerres

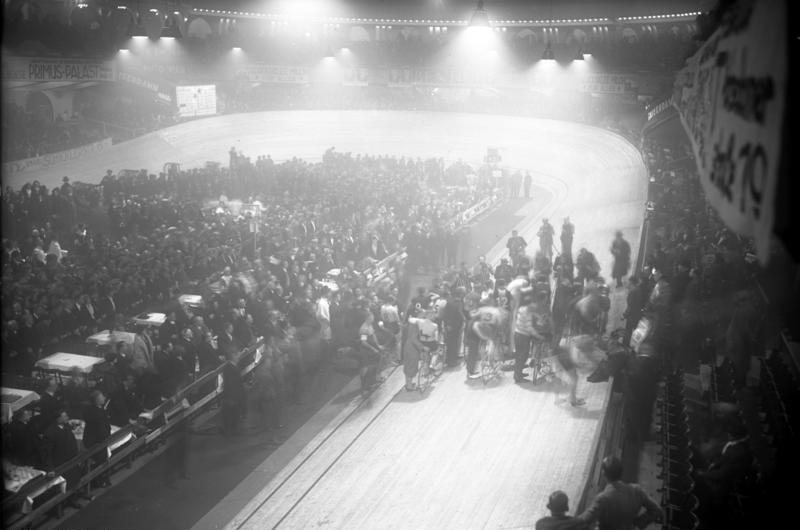
Les Six Jours de Berlin en 1932.

Durant l'entre-deux-guerres, en Allemagne, la course de six jours connaît une expansion, bien aidée par la réforme monétaire en 1924. En France, ce sont les années folles qui permettent le développement des Six Jours, apportant la joie de vivre, la musique et le divertissement. L'intérêt est tellement grand que les rapports dans certains journaux comme l'Illustrierter Radrenn-Sport (de) s'étendent sur plusieurs pages, chaque action des coureurs sont décrites minutieusement.
Certaines années, en raison de la grande popularité de ces épreuves, plusieurs courses de six jours sont organisées dans la même ville. Ainsi, il y a deux épreuves à Paris en 1928 et 1935. À Berlin, c'est encore mieux, on compte deux épreuves presque chaque année entre 1924 et 1932, et même un record de trois courses de six jours en 1926. Le refuge des Six Jours berlinois est le Sportpalast de Berlin, son célèbre hymne populaire (Sportpalastwalzer) et son patron Reinhold Habisch, surnommé la « béquille », un invalide de la Première Guerre mondiale. Le point culminant sur le plan sportif est le record de 4 544,2 km de Franz Krupkat et Richard Huschke en 1924. En 1925, pour les 13e Six Jours de Berlin, le record de fréquentation est battu dès le quatrième jour, tandis que le sixième jour, le record des Six Jours de New York est atteint. Il y a une telle demande pour assister aux épreuves que des faux billets sont mis en circulation.
Une partie des cercles de gauche et de droite rejettent pour des raisons idéologiques le sport professionnel et donc les courses de six jours, en raison de la triche et des corruptions. Le journaliste allemand Rolf Nürnberg (de) ne veut pas attribuer trop d'importance à ces arrangements : « Vous savez presque instinctivement, que pour ces héros des courses de six jours, le public est parfois prêt à être trompé […]. Les résultats cependant restent valables […] ». Les Six Jours de Berlin en 1928 sont marqués par un scandale, lorsque des notes sont trouvées sur lesquelles le coureur Piet van Kempen indique le montant qu'il a payé à ses concurrents pour qu'ils le laissent gagner.
L'organisateur des courses est souvent aussi l'employeur des coureurs. En 1928, un chroniqueur du Chicago Tribune écrit que John Chapman paye ses coureurs sur une échelle de salaire allant de 150 $ à 1 000 $ par jour, en fonction de leur pouvoir d'attraction. Les scorers sont aussi des employés de Chapman et que s'il voulait restreindre le pouvoir d'attraction d'un coureur et donc diminuer ses primes, il pouvait avoir recours à la négligence pour comptabiliser quelques tours. Willie Spencer organise des courses de six jours aux États-Unis et au Canada, notamment les Six Jours de Chicago. Au fil du temps, certains s’inquiètent du contrôle, presque complet, de Spencer sur les courses de six jours au Canada. Surnommé le boss monopolistique, Willie paye les coureurs, choisi leurs coéquipiers et, selon certaines rumeurs, leur dit qui doit gagner.
La critique publique est faite en dépit ou à cause de l'affluence massive de spectateurs, en particulier l'extravagance des Six Jours au palais des Sports de Berlin. « L'avis unanime - quoique pour des raisons différentes - des représentants du sport bourgeois, des membres de groupes chrétiens et d'ouvriers était que l'essence universelle du sport se trouvait exclusivement dans l'amateurisme, et non, dans le sport professionnel capitaliste ». De son côté, Budzinski considère qu'une course de six jours déclenche un certain nombre de vertus mâles, « le courage, la détermination, l'énergie et le dépassement de soi ».
Au Madison Square Garden de New York, on note une baisse de spectateurs. Les Six Jours de New York attirent environ 100 000 spectateurs. L'organisateur John Chapman diminue les prix d'entrée ainsi que les cachets des coureurs en raison de la situation économique ; si ceux-ci pouvaient recevoir dans les années 1920 entre 100 et 1 000 dollars, ils ne touchent plus alors que des cachets compris entre 50 et 300 dollars. Le montant des prix est réduit de moitié pour atteindre 25 000 dollars. Le budget total des Six Jours est de 75 000 dollars. En 1936, l'écrivain allemand Klaus Mann énumère dans son journal : « [...], la (magnifique) Vicki Baum rencontre Rolf Nürnberg (de) et Curt Riess [...] Ensemble pour la course des Six Jours, au Madison Square Garden. L'atmosphère est toujours aussi ravissante, mais pas aussi bonne qu'à Berlin. - 3 heures ».
Dans les archives de Fredy Budzinski au sein de l'Université allemande du sport de Cologne, on retrouve une liste avec les prix reçus par les coureurs lors d'une épreuve dans les années 1920 : 100 000 cigarettes, 370 bouteilles de vin et le champagne, 180 bouteilles de cognac, 25 boîtes de harengs, 20 boîtes de fromage limbourg, 4 demi-quintaux de sucre, 48 canards à frire, une installation de chambre à coucher, 13 500 marks allemands ainsi que 150 dollars américains. En 1924, il y a aussi un cochon vivant à gagner. Ces prix sont décernés lors de différentes épreuves, comme les sprints ou les poursuites. L'organisateur distribue une partie des prix mis en jeu, l'autre partie étant offerte par des sponsors qui utilisent les Six Jours comme un espace publicitaire. En outre, des particuliers offrent également des prix en tant que passionné du sport. Cela sert à inciter les coureurs à rendre la course plus captivante et avec plus d'actions
En Allemagne, les Six Jours - « cette chose hybride étrange, douteuse entre le sport et la variété » - sont considérés comme une horreur par le national-socialiste, ce mélange proscrit de sport professionnel et de plaisir importé des États-Unis, soi-disant principalement par les Juifs. Ainsi, le 23 novembre 1933, Herbert Oberscherningkat, rédacteur sportif sur le journal quotidien national-socialiste Der Angriff lance une attaque : « Ceux qui pouvaient jeter un œil derrière les coulisses, savent que c'était en premier lieu des Juifs qui intervenaient comme organisateurs.  À l'époque de la plus grande expansion du pouvoir juif, l'engouement pour les Six Jours étaient au plus haut en Allemagne. ». Pourtant, l'affirmation selon laquelle les courses de six jours sont exploitées principalement par des Juifs est erronée.
La Fédération allemande de cyclisme publie le 1er janvier 1934, soit environ une année après la prise de pouvoir des Nazis, des nouvelles règles pour les courses de six jours : les cachets des coureurs sont unifiés, les courses ne se déroulent plus 24 heures sur 24, et la publicité sur les maillots devient interdite. Deux courses déjà programmées ont lieu en 1934 : les Six Jours de Dortmund restent très populaires, tandis que les Six Jours de Berlin sont un fiasco financier, car l'épreuve a lieu devant des tribunes vides. Les stars des Six Jours, surtout les étrangers, qui reçoivent en temps normal des cachets pour être au départ beaucoup plus importants en fonction de l'importance de la course, refusent de participer avec ces nouvelles conditions. Une course avec des coureurs plus médiocres n'intéressent pas les spectateurs, qui n'en voient aucun intérêt. En outre, il manque le prestige de la course sur 24 heures qui fascine les spectateurs ainsi que la "valse du Palais de sport" qui ne peut plus être jouée, puisque son compositeur Siegfried Translateur est Juif. Il meurt en 1944 dans le camp de concentration de Theresienstadt.
L'organisateur de la dernière course des six jours avant la guerre en Allemagne, le Directeur Hoppe, raconte dans un entretien que l'échec lui a coûté plus de 30 000 Marks et qu'il est du pour l'essentiel à la nouvelle réglementation « probablement bien intentionnée », mais dont le résultat est complètement raté. Il appelle à la suppression du nouveau règlement. En raison de la crainte d'un déficit, aucun organisateur ne prend le risque d'organiser d'autres courses de six jours en Allemagne, entraînant la disparition de ces épreuves dans le pays. Même si aucune preuve formelle d'interdiction de ce type de course n'est retrouvée, la question de savoir si les Six Jours étaient interdits reste ouverte.
En dehors de l'Allemagne, les courses de six jours continuent à être organisées, comme à Amsterdam, Anvers, Bruxelles, Buenos Aires, Buffalo, Chicago, Copenhague, Londres, Los Angeles, Montréal, New York et Paris, dans la plupart des villes européennes jusqu'au déclenchement de la Seconde Guerre mondiale, qui oblige les coureurs européens à s'exiler en dehors de l'Europe. Les sportifs allemands partent à l'étranger dès 1934 pour continuer à gagner de l'argent. Beaucoup de coureurs se rendent aux États-Unis, certains en Australie ou à Buenos Aires, où à partir de 1936 les Six Jours ont lieu régulièrement. Triple vainqueur à Buenos Aires, l'Allemand Gottfried Hürtgen finit par s'installer en Argentine. L'autre exemple le plus éminent est la paire Gustav Kilian-Heinz Vopel vainqueur jusqu'en 1941 de 32 courses de six jours aux États-Unis, dont 26 en commun. Ils courent vêtus d'un maillot avec la svastika et font le salut nazi lors des Six Jours. Bien que les nazis soient contre les Six Jours et le cyclisme professionnel, le duo est accueilli par Hermann Göring et ils sont récompensés en 1938 pour cette « apparition allemande » aux États-Unis, avec 5 000 reichsmarks par la Fondation Wilhelm Gustloff.

### Après la Seconde Guerre mondiale

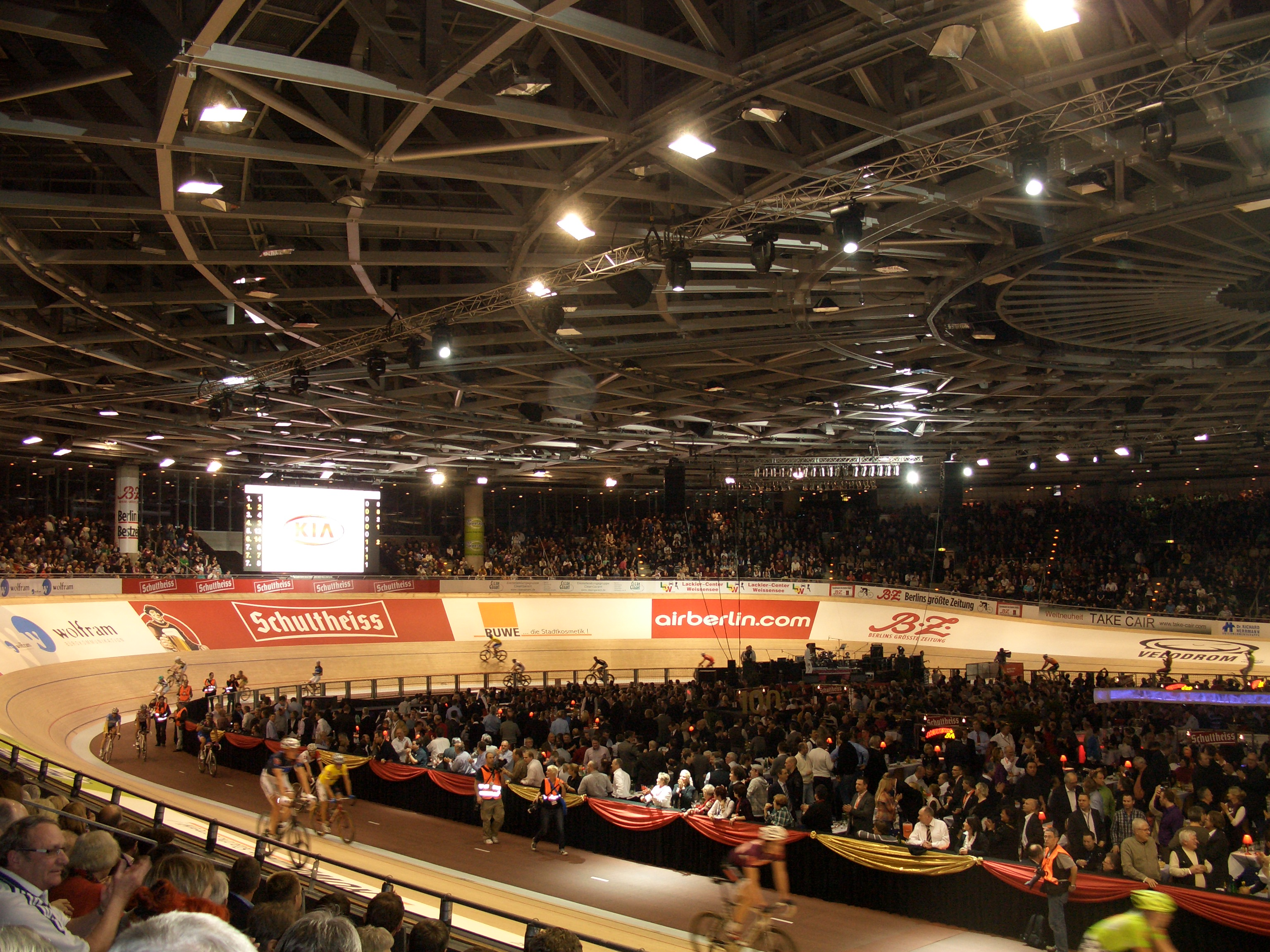
Les Six Jours de Berlin au Velodrom (2011).

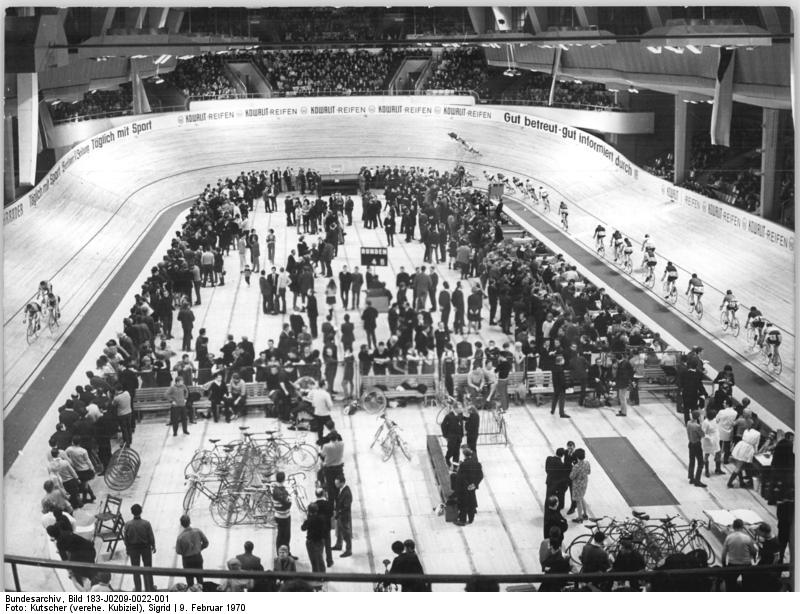
Les Six Jours d'hiver à Berlin-Est (1970).

Les premiers Six Jours de Paris d'après-guerre ont lieu dès 1946, ceux de Bruxelles un an plus tard. En Allemagne, il faut attendre les Six Jours de Munich du 1er au 7 avril 1949, à l'initiative de Heinz Rühmann,. D'autres villes telles que Berlin, Dortmund et Cologne attendent l'hiver suivant.
Dans les années 1950, cependant, le public perd l'intérêt pour ces coureurs privés de sommeil, qui pendant une longue période parcourt la piste pour la forme, pour respecter les règles. Ainsi, le journaliste Bernhard Skamper écrit en 1952 : « Que les coureurs dorment de 6 heures du matin jusqu'à 14 heures, comme cela, ils auront à nouveau l'énergie, quand le public arrive. ».

« Mais est-ce vraiment une « course » ? Alors que le partenaire est endormi, l'autre cycliste est assis sur son vélo pendant trois heures et roule tel un wagon-lit. Il court équipé dans un survêtement, assis sur une large selle, pédale avec une jambe et se dirige avec l'autre. [...] La course est neutralisée. Le principal : un des coureurs est assis sur la bicyclette. Le public ne bénéficie pas de cela, parce que qu'il n'est pas présent. »

— Programme des 61e Six Jours de Berlin, 1968
À partir des années 1960, l'ajout de nouvelles épreuves au programme des Six Jours devient systématique, avec par exemple des courses par élimination, des records du tour, des courses d'équipes pour gagner un prix supplémentaire (par exemple une voiture) et des courses amateurs. Ces « courses secondaires » interrompent la course à l'américaine, l'épreuve principale.
En outre, dans un premier temps (incité par les nazis) la neutralisation de 6 à 12 heures est introduite, pendant laquelle chaque coureur est autorisé à dormir trois heures, alors que son coéquipier poursuit seul sur la piste. La salle est ainsi libérée par les spectateurs. Déjà, à cette période, on étudie la possibilité d'étendre cette période de 6 à 14 h, et de mettre en place une pause générale des coureurs. Cette idée est progressivement mise en œuvre, quoique de manière inégale. Ainsi en 1965, à Francfort est écrit dans le règlement : « La neutralisation officielle s'étend de 5 h 30 du matin jusqu'à 13 h 00 et prend fin en sonnant les cloches ». Pendant la neutralisation, aucun coureur n'est présent sur la piste. Deux ans plus tard, ce système est également mis en place à Berlin.
En 1954, les Six Jours de Zurich, les premiers Six Jours en Suisse ont lieu au Hallenstadion. La première paire titrée sont les Suisses Hugo Koblet et Armin von Büren. Les héros locaux des décennies suivantes sont Fritz Pfenninger, Urs Freuler, Bruno Risi, Kurt Betschart et Franco Marvulli. Après la 58e édition en 2014, ils cessent d'exister.
En 1961, le Madison Square Garden accueille ses six derniers jours, après plusieurs interruptions. La nostalgie conduit à la mise en place d'une campagne en septembre 1961 pour faire revivre les Six Jours de New York. L'ancien cycliste Alfred Letourneur, français le plus titré dans les Six Jours, entreprend de réunir des coureurs de première classe, notamment Rudi Altig, Oscar Plattner, Armin von Büren et Leandro Faggin. Bien que l'affluence soit bonne, la course est déficitaire et la 75e édition reste la dernière.
En plus des Six Jours organisés à Berlin-Ouest, des courses sur piste d'hiver ont lieu à Berlin-Est entre 1950 et 1989 dans le Werner-Seelenbinder-Halle (en), mais sans spectacles, ni alcool et en mettant l'accent sur les disciplines olympiques.

### Développement récent
Une course de six jours comprend les courses et des divertissements, qui ont lieu en partie dans les salles annexes, ce qui explique le dicton : « La seule chose qui dérange, ce sont les cyclistes ». Par exemple, on retrouve le duo Klaus und Klaus sur les Six Jours de Brême. Il est courant de voir une célébrité donner le coup de feu de départ, comme Emil Jannings, Sonja Henie, Paul Hörbiger, Richard von Weizsäcker, Robert Harting, Johannes Heesters, Semino Rossi, Wladimir Klitschko ou Roger Moore,. Les coureurs contribuent à animer l'événement en se produisant en tant que chanteur ou en encourageant les spectateurs à la balustrade à lancer la ola. Dans les décennies précédentes, les visiteurs masculins sont plus attirés par les spectacles érotiques.
Comme le rapporte le Kölner Stadt-Anzeiger en 1967, l'offre gastronomique revêt un caractère important, en plus de la musique et d'autres performances :

« Pendant les Six Jours, 30 000 saucisses ont été mangées, soit une longueur de 7,5 kilomètres. Les employés […] ont vendu 200 000 verres de bière, 90 000 bouteilles de boissons sans alcool, 420 jambons, 20 000 friands, 10 000 tranches de lard et 2 000 bouteilles de champagne. »

— Jupp Müller , Kölner Stadt-Anzeiger, Nr. 3, p. 6
Les Six Jours modernes commencent habituellement en fin d'après-midi et se terminent généralement aux environs de minuit. Le dimanche est une journée dédiée à la famille, qui commence le matin et offre des attractions spéciales pour les enfants. Le programme est un mélange de différentes disciplines cyclistes et de spectacles de divertissement.
Cependant, le nombre de courses de six jours diminue d'année en année. En Allemagne, seules deux épreuves - Berlin et Brême - subsistent encore, tradition oblige. Avec le changement de maire et la suppression des subventions, les Six Jours de Grenoble, d'abord réduits à quatre puis trois jours, disparaissent en 2014, tandis que les Six Jours de Londres réapparaissent en 2015, après 35 ans d'interruption.
Il y a relativement peu de cas de dopage sur les Six Jours au cours des dernières décennies. Les organisateurs des Six Jours ont souligné à plusieurs reprises qu'il y avait pendant de nombreuses années aucun cas de dopage. Cela peut néanmoins s'expliquer par le fait que les courses sont depuis de nombreuses années courues comme des « événements privés » et ne sont pas sous l'égide et donc le contrôle de l'UCI. En 1990, le Suisse Urs Freuler est contrôlé positif à la nandrolone à Munich. En 1992, le Français Philippe Tarantini est contrôlé postif aux amphétamines sur deux courses. D'autres cas de dopage sont révélés par la suite, comme l'Allemand Andreas Kappes (en 1997), ses compatriotes Carsten Wolf (1998) et Guido Fulst (2001) et le Français Robert Sassone à Nouméa (2004). Le dernier cas date de 2008, avec le Belge Iljo Keisse. Il est suspendu deux ans, malgré l'intervention de la Fédération belge en sa faveur,.
Lors de l'hiver 2016/2017, une innovation est mise en place dans les courses de six jours par la société « Madison Sports Group », basée à Londres. Elle est propriétaire de quatre compétitions - Amsterdam, Berlin, Copenhague et Londres - qui attribuent des points permettant de classer les coureurs dans un classement général. La finale de la compétition a lieu à l'Arena de Palma de Majorque et octroie un prix de 30 000 euros. L'ensemble de la série est diffusé en direct à la télévision.

## La question du dopage
Les soigneurs luttaient contre l'épuisement des coureurs en leur donnant de l'aide dans le box. Parmi les traitements dont ils se sont servis la nitroglycérine, un médicament utilisé pour stimuler le cœur après une crise cardiaque et qui a été crédité de l'amélioration de la respiration des coureurs.
Les coureurs souffraient d'hallucinations dus à l'épuisement et peut-être à cause des médicaments. Major Taylor a refusé de continuer une course à New York en disant : « Je ne peux pas aller en sécurité, car il y a un homme qui me poursuit autour de l'anneau avec un couteau à la main »
Le spécialiste américain en matière de dopage, Max M. Novich, a écrit : « Les formateurs de la vieille école, qui ont fourni des traitements à base de cocaïne, déclaraient avec assurance qu'un coureur fatigué par une course de six jours obtiendrait son second souffle après l'absorption de ces mélanges ».John Hoberman, professeur à l'Université du Texas à Austin, au Texas, a déclaré les courses de six jours étaient des « expériences investiguant la physiologie du stress ainsi que sur les substances qui pourraient atténuer l'épuisement. ».

## Règlement

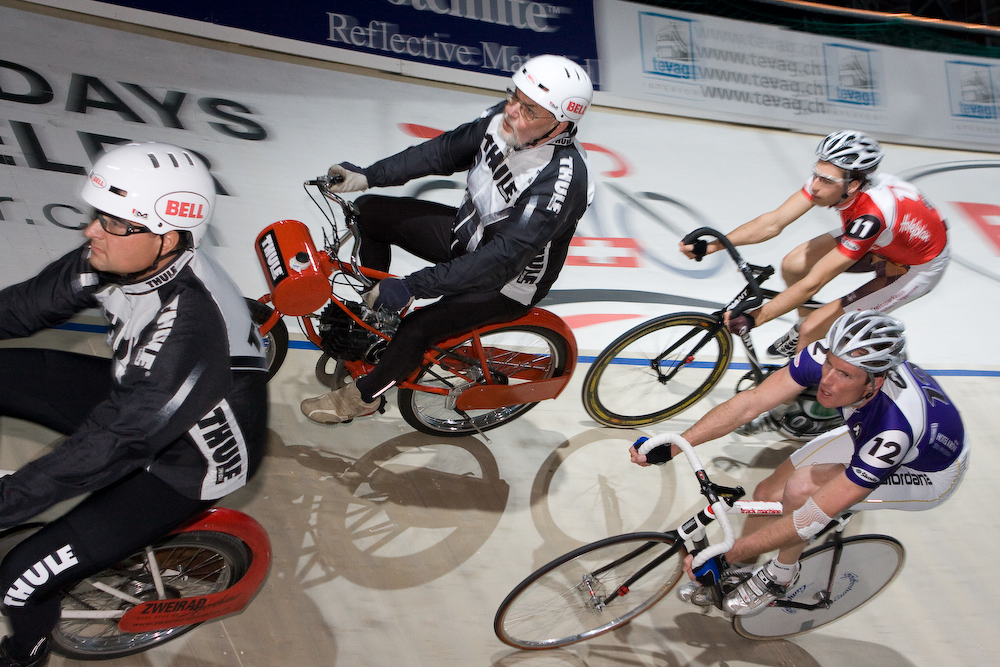
Ein Derny-Rennen während des Zürcher Sechstagerennens (2007).

Pendant de nombreuses années, les organisateurs gèrent comme ils le souhaitent la règlementation de leurs épreuves. Depuis 2007, les Six Jours sont soumis aux règles antidopage de l'UCI.
Il est indiqué dans le règlement officiel, qu'une course de six jours doit programmer au moins 24 heures de course, soit une moyenne de quatre heures par jour de course. Ce programme se compose de diverses compétitions de cyclisme sur piste pour des équipes de deux, qui varient selon le lieu. Chaque course porte généralement le noms d'un sponsor. Les deux coureurs (parfois trois dans le passé pour certains événements, tels que Stuttgart, Rotterdam, Zurich) forment une équipe et portent des maillots de la même couleur avec des numéros identiques, l'un en rouge et l'autre en noir. Souvent, les équipes portent le nom d'un sponsor ou d'un club.
Le cœur de la course reste la course à l'américaine (ou Madison, terme officiel de l'UCI), avec des « chasses » d'une durée de 30 et 60 minutes, ou un certain nombre de tours (en fonction de s'il s'agit de « grandes » ou « petites » chasses). C'est dans cette compétition que les équipes peuvent obtenir des tours d'avance sur les autres équipes. Les deux équipiers d'une équipe sont sur la piste en même temps. Ils prennent chacun à leur tour le relais dans la course tandis que l'autre se relève en attendant le prochain relais. Les relais se font en se touchant sur le dos ou la main. Dans certains pays le relais à la main qui est plus efficace est réservé aux professionnels car il est très risqué. On peut aussi propulser le partenaire en poussant sur la selle. Les autres épreuves sont les courses derrière derny, les courses aux points, les courses à élimination et d'autres compétitions ont lieu. Dans chaque discipline, des points sont attribués. Le classement par points est utilisé pour classer les équipes avec le même nombre de tours dans l'américaine. L'équipe avec le plus grand nombre de tours effectués est classée dans un nombre de tours « nul ». Les équipes avec un tour de retard sont classées à "-1 tour", etc.
Au fil des années, d'autres épreuves sont intégrées au programme d'une course de six jours, sans être intégrées à l'épreuve principale. Des spécialistes de la vitesse individuelle et du demi-fond s'affrontent ainsi que des compétitions féminines, pour les moins de 23 ans (UIV-Cup), pour les juniors (moins de 19 ans) et pour les paracyclistes,. Depuis 2007, des points UCI sont attribués, ce qui explique l'augmentation du niveau de ces épreuves.

### Attribution des points
Le nombre de points attribué dans les compétitions individuelles diffère en fonction de leur importance et est définie dans les règlements de l'Union cycliste internationale.
- Sprint : 5, 3, 2, 1 points pour un maximum de six sprints dans chaque course de six jours
- Compétitions par équipes (course à l'américaine, courses à élimination par équipes, contre-la-montre par équipes) : 20, 12, 10, 8, 6, 4 points
- Compétition individuelle (course aux points, course à élimination, record du tour, course derrière derny, scratch, keirin) : 10, 6, 5, 4, 3, 2 points
- Si toutes les équipes ne peuvent participer à une course (comme en particulier dans les courses derrière derny), le nombre de points est de 15, 10, 8, 6, 4, 2 dans les compétitions par équipes et 5, 4, 3, 2, 1 points pour les compétitions individuelles.

Des tours gagnés peuvent être ajoutés par les équipes en doublant tout le peloton de coureurs. La paire désignée vainqueur est l'équipe placée dans le "tour zéro" avec le plus grand nombre de points. Cela signifie que le nombre de tour passe avant le nombre de points. Parmi les équipes avec le même nombre de tour, c'est celle avec le plus grand nombre de points qui est placée devant. Ainsi une équipe avec 20 tours et 150 points se trouve devant une équipe avec 18 tours et 300 points.
À l'exception de la dernière course à l'américaine ou de la dernière chasse, les équipes sont créditées d’un tour de bonification par tranche de 100 points comptabilisés. Des tours de bonification peuvent être attribués sur des épreuves particulières telles qu’un contre-la-montre, à la condition que toutes les équipes puissent y participer.
Les points sont doublés dans la dernière course à l'américaine. Les tours gagnés en course derrière derny ne comptent pas au classement général. Le total de la distance accomplie pendant les six jours de course détermine le classement final. Les équipes ayant le même nombre de tours sont classées entre elles suivant leur nombre de points. En cas d’égalité de tours et de points, la position des équipes à l'arrivée finale départage les ex æquo.

### Madison

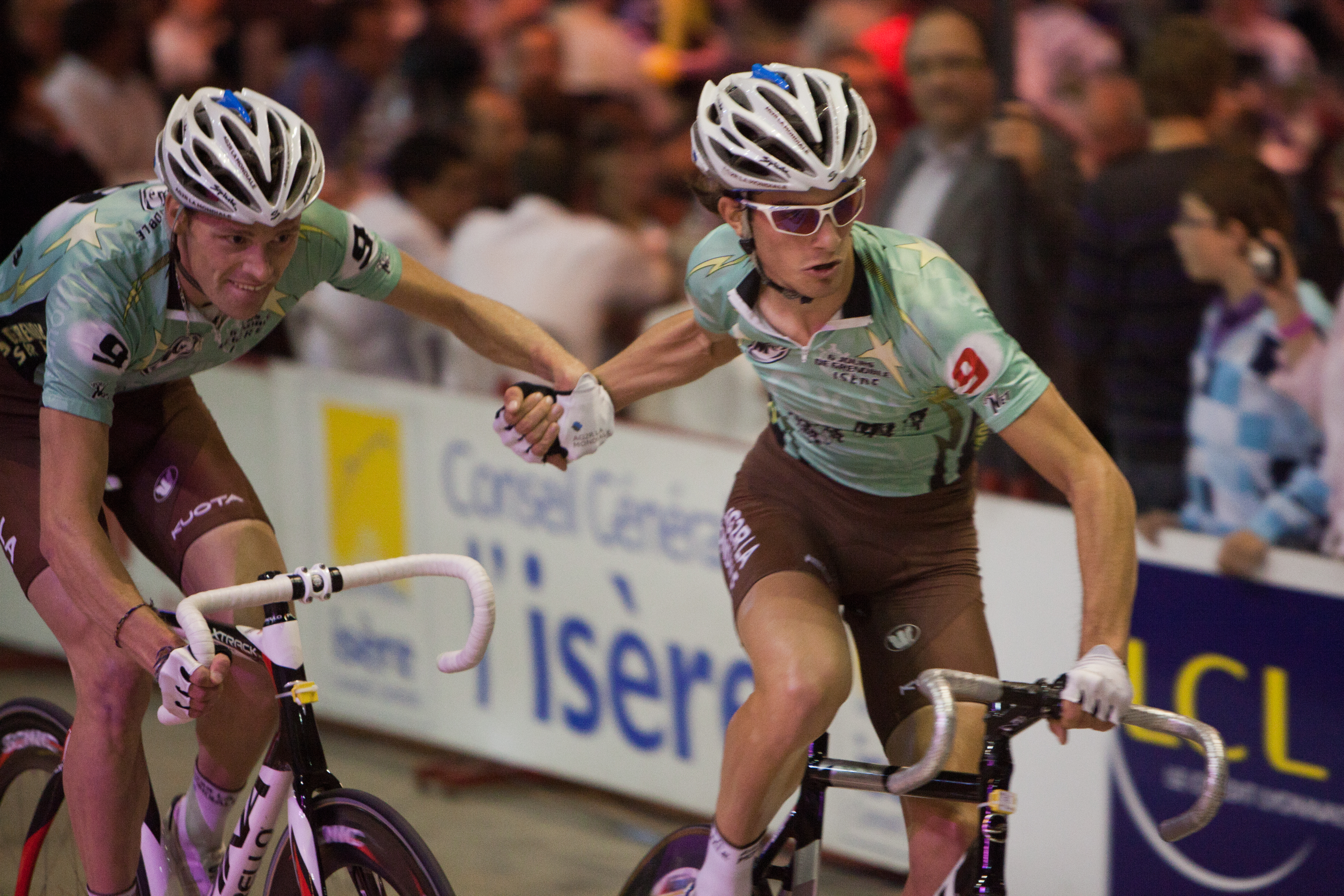
Passage de relais entre Kévin Fouache et Jules Pijourlet lors d'une course à l'américaine des Six Jours de Grenoble 2011.

La course à l'américaine (le terme officiel de l'UCI est madison) commence comme un moyen de contourner les lois adoptées à New York aux États-Unis, visant à limiter l'épuisement des cyclistes qui participaient aux courses de six jours. Ce sont les patineurs à roulettes qui à la fin des années 1890 en développant cette technique de relais sont les précurseurs de cette discipline. À la fin des années 1890, les coureurs de Six Jours doivent rouler durant 24 heures consécutives et la plupart terminent épuisés. Alarmés, les États de New York et de l'Illinois jugent en 1898 qu'aucun concurrent ne peut courir pendant plus de 12 heures par jour. Le promoteur de l'événement au Madison Square Garden, hésitant à fermer son stade pour la demi-journée, décide plutôt de donner à chaque coureur un partenaire avec lequel il peut partager la course et se relayer. Cela signifie que la course peut continuer sur 24 heures par jour, répartis entre deux cyclistes. Le madison tire son nom du Madison Square Garden. Elle est intégrée au programme masculin des championnats du monde de cyclisme sur piste depuis 1995. De 2000 à 2008, elle fait partie du programme olympique pour les hommes uniquement. La longueur du parcours est habituellement de 50 kilomètres, ce qui équivaut à 200 tours sur une piste de 250 mètres de longueur. Jusqu'en 2016, seuls quelques pays - comme en Australie et aux Pays-Bas - organisent des championnats nationaux pour les femmes. En 2016, une épreuve féminine est ajoutée au programme des championnats d'Europe. Avec l'ajout de la course à l'américaine aux Jeux olympiques à partir de 2020, les principaux championnats nationaux (France, Grande-Bretagne, Italie, ...) ont également intégré une course à l'américaine féminine à leurs championnats respectifs à partir de 2017.
La course fonctionne en principe comme une course de relais en athlétisme. Des deux (ou trois) coureurs par équipes, seulement un se trouve en course et participe au classement. Les cyclistes se relaient quand ils le souhaitent, généralement tous les deux à trois tours.
Les relais se font au cuissard ou à la volée (à la main). Le coureur qui récupère, une fois reposé, rejoint la compétition et son partenaire le projette dans la trajectoire, soit en le propulsant par la main, soit par une ferme poussée sur le siège. La technique du relais à la main est celle constamment utilisée par tous les coureurs lors des compétitions, car elle reste la plus efficace.

## Lieux des compétitions

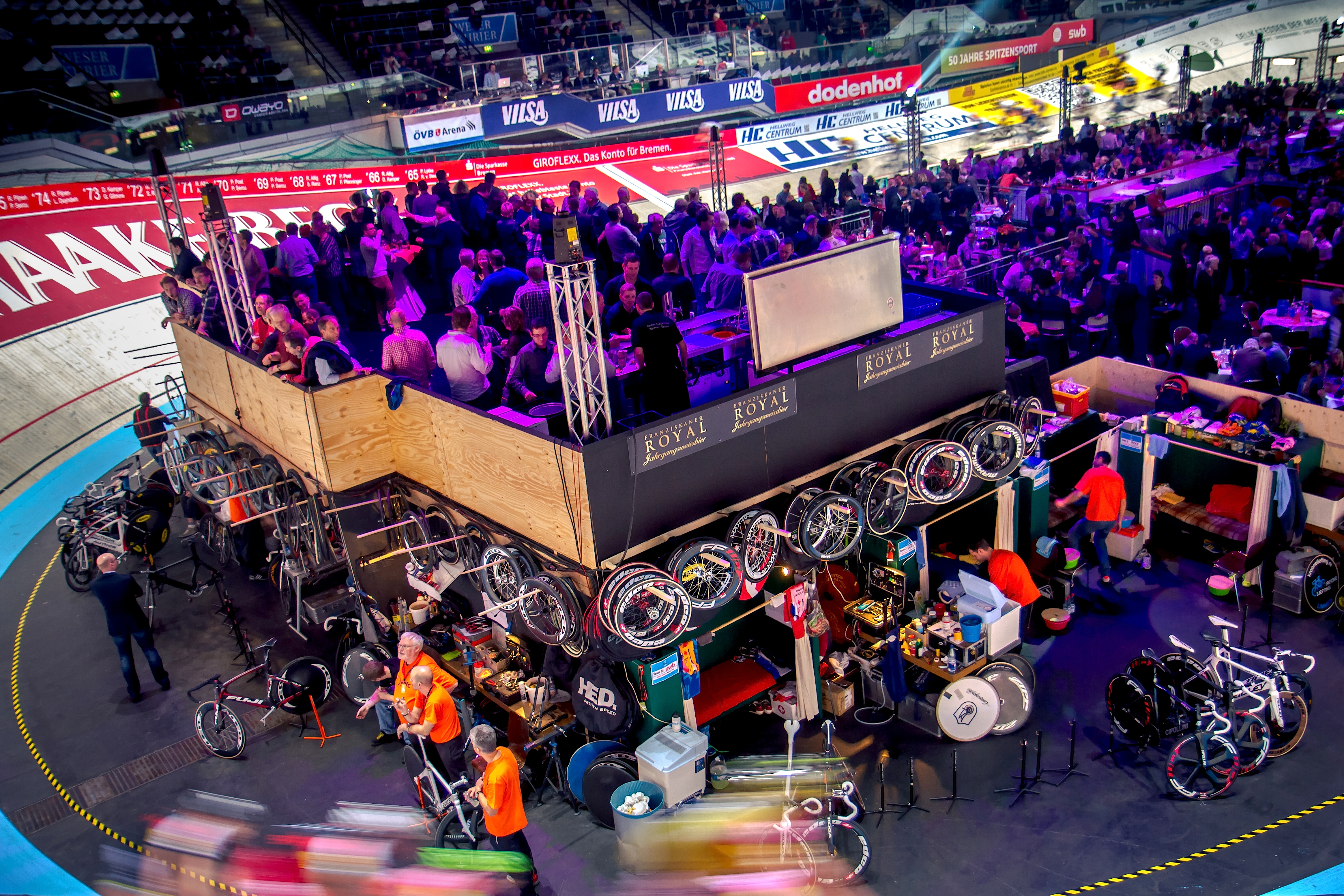
L'intérieur du vélodrome de Brême où sont placées les couchettes.

Environ 100 villes du monde ont accueilli des courses de six jours, y compris Amsterdam, Tilburg, Fiorenzuola d'Arda, Paris, Münster, Milan et Bruxelles. Dans une perspective un peu plus exotique, des Six Jours ont également eu lieu à Nouméa (sur le territoire d'outre-mer français de Nouvelle-Calédonie) entre 1977 et 2003 à environ 1 500 km de la côte est de l'Australie, ainsi qu'à Launceston en Tasmanie (de 1961 à 1987). De nombreux événements ont disparu depuis la fin des années 2000, généralement pour des raisons économiques. Plusieurs tentatives de "renaissance", comme les Six Jours de Cologne en 2012 et 2013 sont restées à l'état de projet,. D'autres compétitions traditionnelles telles que Dortmund, Stuttgart et Munich ont disparu. En 2014, les Six Jours de Zurich et de Grenoble s'arrêtent, après avoir réduit à quatre ou trois jours,. Dans les pays germanophones, il ne reste en 2016 que deux courses de six jours, à Brême et à Berlin.
En prélude aux Jeux olympiques de 2012, une course de six jours à Londres est annoncée en mars 2010 pour la première fois depuis 30 ans. Cependant, l'épreuve doit être annulée, en raison du manque de sponsors. En octobre 2015, les Six Jours de Londres ont finalement lieu au Lee Valley Velodrome endroit où les compétitions de cyclisme sur piste ont eu lieu pendant les Jeux olympiques de 2012. C'est la première course de six jours dans le pays depuis 1980. Quelques semaines plus tard, il est annoncé que les organisateurs, le Madison Sports Group a également acquis les Six Jours de Berlin.
En octobre 2013, le VELO Sports Center à Carson (Californie), accueille le Hollywood Cycling Championship. C'est la première épreuve sur piste organisée sur plusieurs jours de compétition aux États-Unis depuis 40 ans (les derniers Six Jours ont lieu en 1973 à Detroit). Il est organisé par l'ancien coureur de Six Jours américain Jack Simes, qui avait pris la deuxième place à Detroit. Parmi les inscrits, outre les jeunes pistards américains, on retrouve des noms connus du cyclisme européen comme Franco Marvulli, Christian Grasmann, Leif Lampater et Marcel Barth.
Lors de la saison 2015-2016 sept épreuves de six jours sont encore organisées. Outre Londres, on retrouve des Six Jours à Brême et à Berlin, à Gand (organisés par intermittence depuis 1922), Rotterdam (organisés par intermittence depuis 1936) et Copenhague (organisés par intermittence depuis 1934). La seule course italienne de six jours a lieu en été à Fiorenzuola d'Arda (depuis 1998) sur un vélodrome ouvert (depuis 2015).
En 2010, on compte un total de 1 500 courses de six jours organisées des équipes de deux ou trois coureurs depuis 1899. L'Allemagne est le pays le plus prolifique avec 438 épreuves dans 15 villes différentes, devant les États-Unis avec 247 épreuves et la Belgique avec 179 épreuves.

## Stars de la discipline

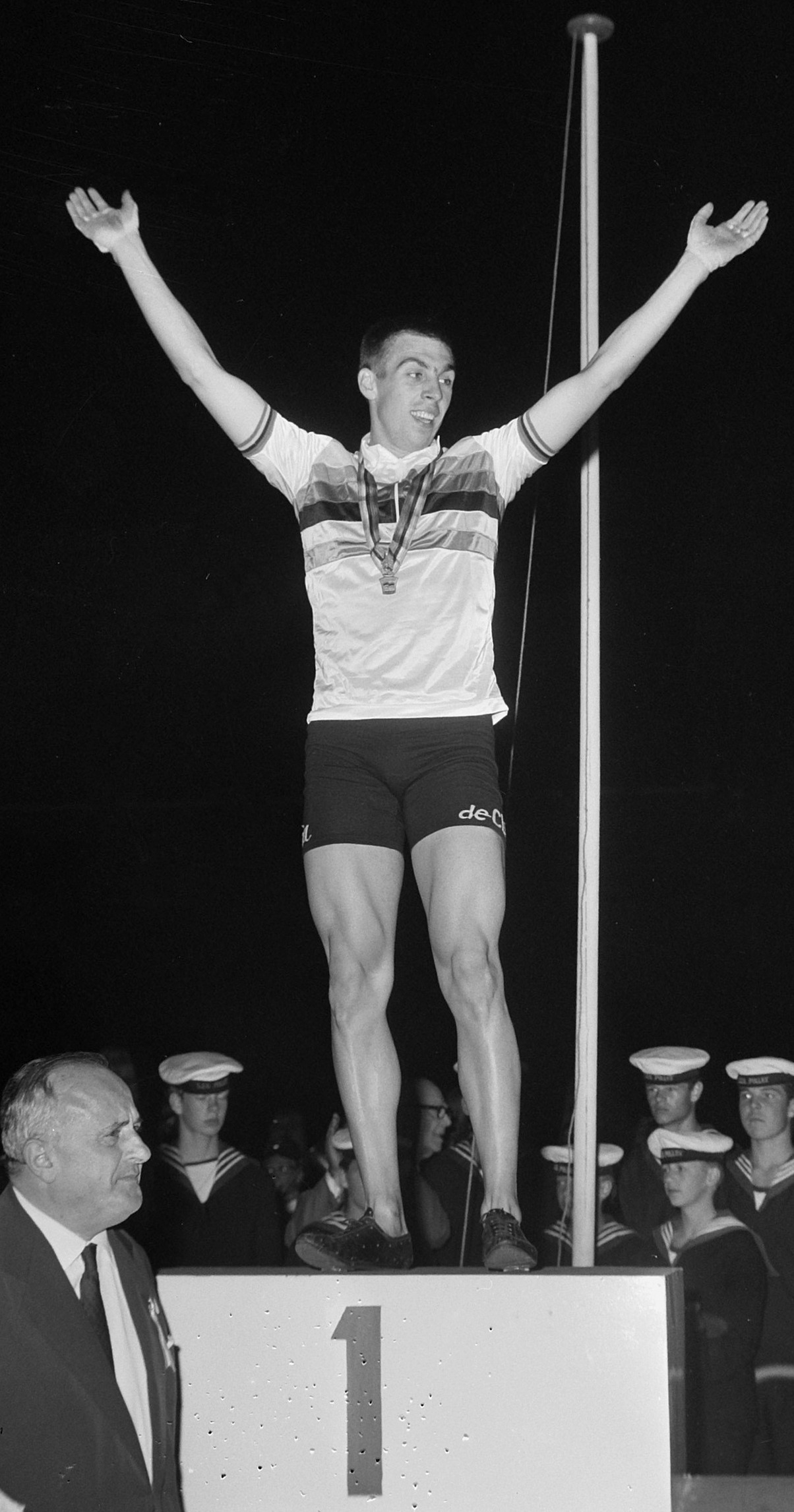
Patrick Sercu (ici lors des Mondiaux sur piste 1967) a remporté 88 courses de six jours.

Le Belge Patrick Sercu est le coureur le plus souvent victorieux de courses de six jours. Dans les années 1960 et 1970, il participe à un total de 223 courses et en remporte 88.
La paire suisse composée de Bruno Risi et Kurt Betschart est l'équipe la plus titrée sur les Six Jours. Entre 1992 et 2006, ils courent ensemble à 130 reprises et s'adjugent 37 victoires. Après la retraite de Betschart, Risi remporte 16 nouvelles victoires avec Franco Marvulli. Les autres équipes les plus titrées sont les Allemands Gustav Kilian-Heinz Vöpel avec 29 victoires (années 1930 à 1950) et plusieurs duos avec 19 victoires : les Belges Rik Van Steenbergen et Emile Severeyns (1940 à 1960), l'équipe suisse et néerlandaise Peter Post-Fritz Pfenninger (1950 à 1970) et l'équipe australienne et britannique Danny Clark-Anthony Doyle (années 1970 à 1990).
Le pistard français le plus titré est Alfred Letourneur avec 21 succès entre 1930 et 1938, tous obtenus en Amérique du Nord. L'Australien Reggie McNamara est resté actif sur une période record de 28 ans (1911-1939). Il a commencé 114 courses et compte 19 victoires. Curt Riess racontera plus tard comment McNamara en 1921 « peu de temps avant la fin, est tombé au Madison Square Garden de New York, puis est reparti gonflé plein de stimulants, manipulés par des managers sinistres ».
Un autre personnage haut en couleur est le Néerlandais Piet van Kempen. De 1920 à 1939, il participe à 108 courses de six jours et en remporte 32. Il n'a pas de partenaire standard et obtient ses succès avec divers coureurs tels que Jan Pijnenburg, Paul Buschenhagen, Oscar Egg, Marcel Buysse, Reggie McNamara et d'autres. Son surnom dans les coulisses est « Flying Dutchman » ou « Zwarte Piet ». Durant cette période, il est le « Boss des Six Jours », qui détermine à l'avance le vainqueur de la course et la plupart du temps sa propre victoire. Au 20e Six Jours de Berlin de 1928, van Kempen est exclu avec huit autres coureurs et son manager Cor Blekemolen par le directeur Walter Rutt. Il lui est reproché d'avoir soudoyé les autres coureurs pour s'assurer de la victoire. Il est suspendu de course en Allemagne pendant un an.
Les gagnants en série obtiennent très souvent dans les médias le surnom de l’Empereur des Six Jours, tels que le coureur de Six Jours de la première heure Walter Rutt (1883-1964), Gustav Kilian ou Patrick Sercu.
- Classement des coureurs par victoires au 11/06/2019 (en gras, les coureurs en activité)[117] :

| #  | Nom                 | Nationalité   | Nombre de victoires | Nombre de participations | Moyenne |
| -- | ------------------- | ------------- | ------------------- | ------------------------ | ------- |
| 1  | Patrick Sercu       | Belgique      | 88                  | 223                      | 0.3946  |
| 2  | Danny Clark         | Australie     | 74                  | 235                      | 0,3149  |
| 3  | René Pijnen         | Pays-Bas      | 72                  | 233                      | 0,3090  |
| 4  | Peter Post          | Pays-Bas      | 65                  | 155                      | 0,4194  |
| 5  | Bruno Risi          | Suisse        | 61                  | 178                      | 0,3427  |
| 6  | Rik Van Steenbergen | Belgique      | 40                  | 134                      | 0,2985  |
| 7  | William Peden       | Canada        | 38                  | 127                      | 0,2992  |
| 7  | Etienne De Wilde    | Belgique      | 38                  | 197                      | 0,1929  |
| 9  | Kurt Betschart      | Suisse        | 37                  | 142                      | 0,2606  |
| 9  | Klaus Bugdahl       | Allemagne     | 37                  | 229                      | 0,1616  |
| 11 | Gustav Kilian       | Allemagne     | 34                  | 90                       | 0,3778  |
| 11 | Albert Fritz        | Allemagne     | 34                  | 198                      | 0,1717  |
| 13 | Fritz Pfenninger    | Suisse        | 33                  | 181                      | 0,1823  |
| 14 | Franco Marvulli     | Suisse        | 32                  | 112                      | 0,3333  |
| 14 | Heinz Vopel         | Allemagne     | 32                  | 74                       | 0,4324  |
| 14 | Piet van Kempen     | Pays-Bas      | 32                  | 110                      | 0,2909  |
| 17 | Dietrich Thurau     | Allemagne     | 29                  | 97                       | 0,2990  |
| 18 | Silvio Martinello   | Italie        | 28                  | 97                       | 0,2887  |
| 19 | Dieter Kemper       | Allemagne     | 26                  | 165                      | 0,1576  |
| 20 | Emile Severeyns     | Belgique      | 25                  | 151                      | 0,1656  |
| 21 | Iljo Keisse         | Belgique      | 24                  | 80                       | 0,3000  |
| 21 | Andreas Kappes      | Allemagne     | 24                  | 116                      | 0,2069  |
| 21 | Marco Villa         | Italie        | 24                  | 141                      | 0,1702  |
| 24 | Rudi Altig          | Allemagne     | 23                  | 79                       | 0,2911  |
| 24 | Ferdinando Terruzzi | Italie        | 23                  | 121                      | 0,1901  |
| 24 | Tony Doyle          | Royaume-Uni   | 23                  | 139                      | 0,1655  |
| 24 | Sigi Renz           | Allemagne     | 23                  | 159                      | 0,1447  |
| 28 | Robert Bartko       | Allemagne     | 21                  | 76                       | 0,2763  |
| 28 | Alfred Letourneur   | France        | 21                  | 84                       | 0,2500  |
| 28 | Palle Lykke         | Danemark      | 21                  | 122                      | 0,1721  |
| 28 | Urs Freuler         | Suisse        | 21                  | 139                      | 0,1511  |
| 32 | Gert Frank          | Danemark      | 20                  | 143                      | 0,1399  |
| 33 | Gerrit Schulte      | Pays-Bas      | 19                  | 73                       | 0,2603  |
| 33 | Reginald McNamara   | États-Unis    | 19                  | 117                      | 0,1624  |
| 35 | Eddy Merckx         | Belgique      | 17                  | 35                       | 0,4857  |
| 35 | Jan Pijnenburg      | Pays-Bas      | 17                  | 50                       | 0,3400  |
| 35 | Gerard Debaets      | Belgique      | 17                  | 90                       | 0,1889  |
| 35 | Donald Allan        | Royaume-Uni   | 17                  | 107                      | 0,1589  |
| 35 | Matthew Gilmore     | Belgique      | 17                  | 107                      | 0,1589  |
| 40 | Cecil Yates         | États-Unis    | 16                  | 57                       | 0,2807  |
| 40 | Sid Patterson       | Australie     | 16                  | 57                       | 0,2807  |
| 40 | Jean Roth           | Suisse        | 16                  | 85                       | 0,1882  |
| 40 | Danny Stam          | Pays-Bas      | 16                  | 111                      | 0,1441  |
| 40 | Reginald Arnold     | Australie     | 16                  | 103                      | 0,1553  |
| 40 | Leo Duyndam         | Pays-Bas      | 16                  | 143                      | 0,1119  |
| 40 | Wilfried Peffgen    | Allemagne     | 16                  | 188                      | 0,0851  |
| 47 | Alfred Goullet      | Australie     | 15                  | 29                       | 0,5172  |
| 47 | Francesco Moser     | Italie        | 15                  | 35                       | 0,4285  |
| 47 | Kenny De Ketele     | Belgique      | 15                  | 74                       | 0,2027  |
| 47 | Adriano Baffi       | Italie        | 15                  | 99                       | 0,1515  |
| 47 | Roman Hermann       | Liechtenstein | 15                  | 182                      | 0,0824  |
| 52 | Michael Mørkøv      | Danemark      | 14                  | 42                       | 0,3333  |
| 52 | Franco Giorgetti    | Italie        | 14                  | 48                       | 0,2916  |
| 52 | Kay Werner Nielsen  | Danemark      | 14                  | 56                       | 0,2500  |
| 52 | Jimmy Walthour jr   | États-Unis    | 14                  | 56                       | 0,2500  |
| 52 | Scott McGrory       | Australie     | 14                  | 69                       | 0,2029  |
| 52 | Jules Audy          | Canada        | 14                  | 108                      | 0,1296  |
| 58 | Erik Zabel          | Allemagne     | 13                  | 28                       | 0,4643  |
| 58 | Armin von Büren     | Suisse        | 13                  | 58                       | 0,2241  |
| 58 | Jens Veggerby       | Danemark      | 13                  | 89                       | 0,1461  |
| 61 | Albert Billiet      | Belgique      | 12                  | 31                       | 0,3871  |
| 61 | Achiel Bruneel      | Belgique      | 12                  | 42                       | 0,2857  |
| 61 | Rik Van Looy        | Belgique      | 12                  | 43                       | 0,2791  |
| 61 | Graeme Gilmore      | Australie     | 12                  | 100                      | 0,1200  |
| 65 | Gregor Braun        | Allemagne     | 11                  | 44                       | 0,2500  |
| 65 | Alex Rasmussen      | Danemark      | 11                  | 50                       | 0,2222  |
| 65 | Marcel Guimbretière | France        | 11                  | 54                       | 0,2037  |
| 65 | Walter Bucher       | Suisse        | 11                  | 64                       | 0,1719  |
| 65 | Robert Slippens     | Pays-Bas      | 11                  | 70                       | 0,1571  |
| 65 | Günter Haritz       | Allemagne     | 11                  | 83                       | 0,1325  |
| 71 | Rolf Aldag          | Allemagne     | 10                  | 29                       | 0,3448  |
| 71 | Joe Fogler          | États-Unis    | 10                  | 31                       | 0,3226  |
| 71 | Willy Lorenz        | Allemagne     | 10                  | 33                       | 0,3030  |
| 71 | Paul Broccardo      | France        | 10                  | 47                       | 0,2128  |
| 71 | Émile Carrara       | France        | 10                  | 63                       | 0,1587  |
| 71 | Henri Lepage        | Canada        | 10                  | 65                       | 0,1538  |
| 71 | Albert Crossley     | États-Unis    | 10                  | 89                       | 0,1123  |
| 71 | Horst Oldenburg     | Allemagne     | 10                  | 100                      | 0,1000  |
| 71 | Lucien Gillen       | Luxembourg    | 10                  | 116                      | 0,0862  |
| 71 | Wolfgang Schulze    | Allemagne     | 10                  | 135                      | 0,0741  |

## Accidents mortels

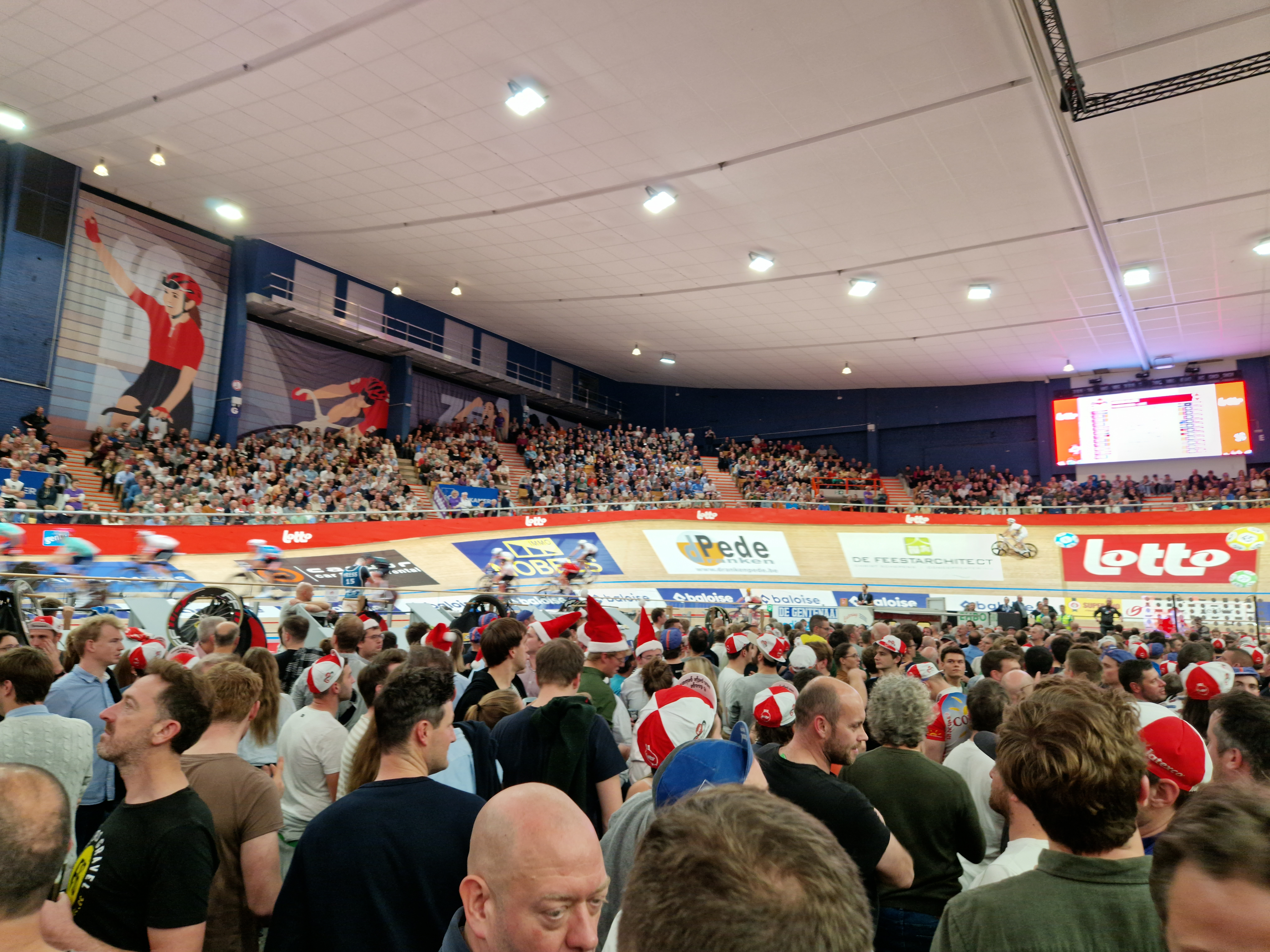
Six Jours de Ghent.

Oscar Aronson, blessé le 16 décembre 1900, dans un accident au Madison Square Garden, décède le 22 des séquelles de l'accident, d'épuisement et de pneumonie,,.
En 1949, le coureur berlinois Paul Kroll chute lourdement lors d'une course à l'américaine sur « 1000 tours » (organisée lors des Six Jours de Berlin) dans la salle de sport de Berlin et meurt d’une fracture du crâne à l'hôpital.
Deux ans plus tard, deux lourdes chutes se produisent lors des Six Jours de Berlin sur la même piste extrêmement courte (153 mètres) : le Néerlandais Gerard van Beek, et l'Allemand Rudi Mirke quelques mois plus tard.
En 1964, le Canadien Louis De Vos meurt à l'hôpital après une chute dans la course des Six Jours de Montréal - dans des circonstances similaires à Mirke et van Beek - en raison d'une fracture du crâne.
En 2006, l'Espagnol Isaac Gálvez décède lors ses Six Jours de Gand après une collision avec le Belge Dimitri De Fauw. Il s'est brisé le cou et il s'est fait perforer les reins, les poumons et la rate, ce qui a amené une hémorragie interne sur le chemin de l'hôpital.
Après cet accident, De Fauw souffre d'une grave dépression et se suicide trois ans plus tard.

## Films
- L’Inconnue des Six Jours[128], film inédit de René Sti, 1925[c],[129]
- 6 Day Bike Rider[130], film américain réalisé par Lloyd Bacon, 1934, avec Joe E. Brown, avec Reginald McNamara.
- Heinz Brinkmann : Sechs Tage – sechs Nächte., 2009 (allemand)
- Mark Tyson : The Six-Day Bicycle Races, 2006. (anglais)